# Histoire de Reims

Blason de Reims.
Les armes de Reims se blasonnent ainsi :
D'argent à deux rinceaux de laurier de sinople courbés et passés en double sautoir; au chef d'azur semé de fleurs de lis d'or.
Devise : « Dieu en soit garde ».
Ornements extérieurs :
Commentaire : il s'agit d'armes parlantes qui datent du XIIe siècle ; le chef fut attribué par les rois capétiens qui venaient se faire sacrer à Reims. Sous le Premier Empire, le chef était "de gueules à trois abeilles d'or".

 (mars 2012).
Si vous disposez d'ouvrages ou d'articles de référence ou si vous connaissez des sites web de qualité traitant du thème abordé ici, merci de compléter l'article en donnant les références utiles à sa vérifiabilité et en les liant à la section « Notes et références ».
- Croix de la Légion d’honneur,
- Croix de guerre 1914-1918,
- Croix de guerre 1939-1945.

L'histoire de Reims remonte probablement à quelques siècles avant notre ère et il reste de cette agglomération gauloise la trace de deux fossés qui témoignent de l'ampleur de la ville avant même la conquête romaine. Le site initial de Reims n'apparaît plus guère et l'on a même du mal à imaginer cette petite colline sur la rive nord de la Vesle, un peu en retrait des marais dans la vallée peu profonde de la rivière.
La ville actuelle malgré les transformations successives garde encore les traces de la ville romaine deux axes qui la structurent de manière forte. La ville va connaître au gré des vicissitudes de l'histoire des phases d'expansion et de récession que l'on peut lire encore à travers l'analyse typo-morphologique de l'espace urbain.

## Préhistoire

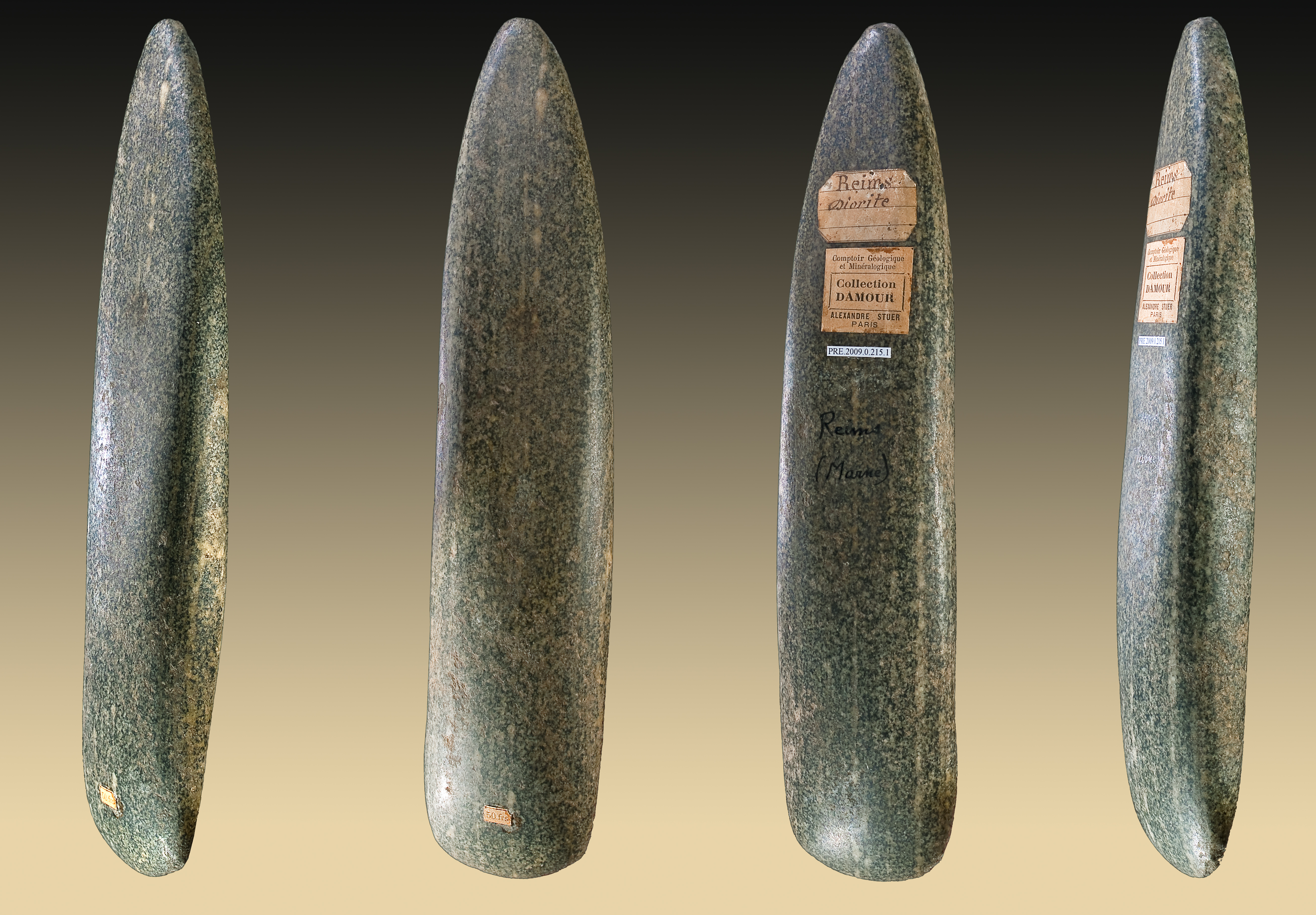
Haches polies en diorite du Néolithique retrouvées près de Reims, aujourd'hui exposées au muséum de Toulouse.

Les premières traces d'implantation humaine dans les environs de Reims remontent au Néolithique et au Chalcolithique (fin du IIIe millénaire av. J.-C.). Des champs d'urnes de l'âge du bronze y ont été retrouvés. La vallée de la Vesle a connu une occupation assez dense durant l'âge du fer. Il ne reste cependant que très peu de vestiges de ces époques sur le site de l'actuelle Reims.

## Antiquité

### Durocortorum, oppidum rème
L'oppidum du « Vieux Reims », situé sur les actuelles communes de Variscourt et Condé-sur-Suippe, était le chef-lieu des Rèmes. Cette ville aurait vu le jour entre 450 et 200 av. J.-C. (époque de La Tène I et II). Sans doute était-elle entourée de deux fossés ou enceintes concentriques et couvrait déjà quelque 500 hectares. À cet ensemble succéda cependant vers 80 av. J.-C. l'oppidum de Durocortorum, sur le site qui deviendra Reims, comme en témoignent quelques nécropoles. Attesté sous la forme latinisée Durocortorum dans les commentaires de Jules César et Duricortora (Δουρικορτόρα) chez Strabon.
Il n'existe que peu d'informations sur ce qu'était Durocortorum avant l'arrivée des Romains puisque les Gaulois se transmettaient le savoir oralement. Elle était cependant considérée comme la « dernière cité civilisée » au nord. Les fouilles montrent une ville de 90 hectares, centrée sur l'actuelle place royale et protégée par une fortification de 50 mètres de largeur, constituée d'un fossé profond de 8 mètres et d'une levée de terre probablement surmontée d'une palissade.

### Les Rèmes et Rome

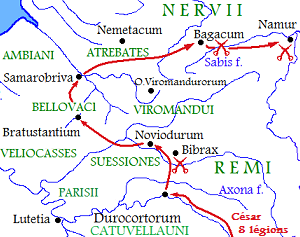
Le territoire des Rèmes (REMI) lors de la bataille de l'Aisne en -57.

Voyant l'avancée de l'armée de César en Gaule, les Belges s'unirent pour repousser cette invasion. Les Rèmes restèrent en dehors de la coalition et décidèrent de s'allier avec l'Empire romain. Ils envoyèrent deux députés négocier avec des offrandes à la rencontre des Romains. Ils tentèrent de convaincre leurs « frères » Suessions, avec qui ils partageaient les lois et le gouvernement, de les suivre mais en vain. En 57 av. J.-C., les Belges attaquèrent l'oppidum rème de Bibrax (« Vieux-Laon »). L'armée de Jules César obtint cependant la victoire. Après le retrait de César, des armées belges attaquent les Rèmes. Les troupes romaines font demi-tour et viennent en aide à leurs alliés. Les Suessions furent placés sous la domination des Rèmes. Le territoire des Rèmes s'étendait à l'époque de la Seine à la Marne et à la Meuse.
En 53 av. J.-C., César ordonna au concilium Galliae de se réunir à Durocortorum pour y juger Acco chef des Carnutes, de la conjuration des Sénons et des Carnutes. Les Rèmes restèrent fidèles à Rome tout au long de la Guerre des Gaules. Durocortorum fut ainsi classée parmi les cités fédérées, considérées comme indépendantes. La ville, privilégiée du fait de son alliance avec Rome, conserve ses lois, sa religion et son gouvernement. Sous Auguste, son territoire fut placé dans la province de Belgique dont Durocortorum devint la capitale.

### Reims, ville gallo-romaine

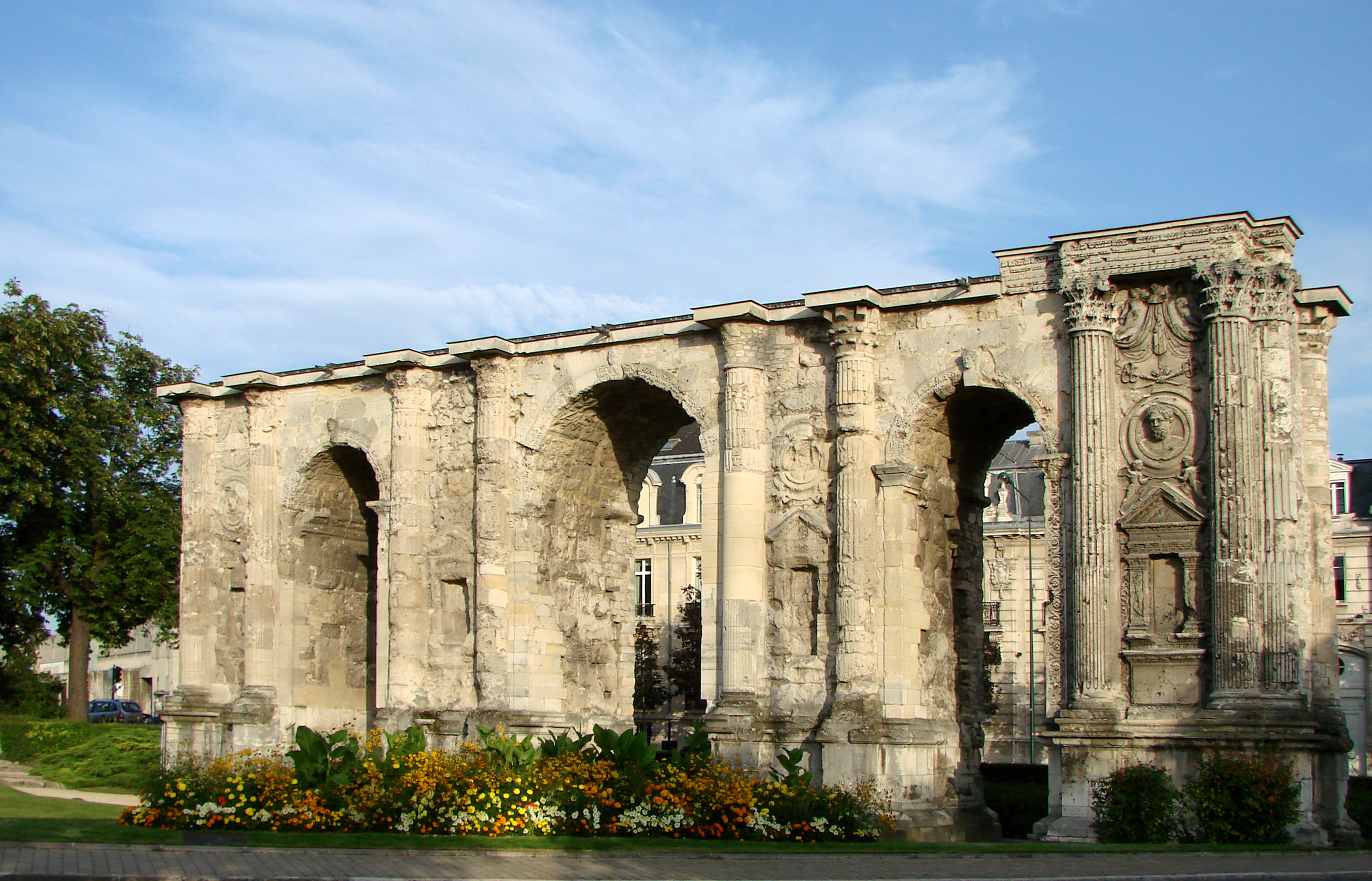
La porte de Mars était l'une des quatre entrées de la ville.

La ville avait une emprise de 500  à   600 hectares, ce qui en faisait la deuxième plus grande ville de l'empire juste derrière Rome. Ayant le même centre que la ville gauloise, elle possédait un carroyage régulier avec des rues de 15 mètres de largeur avec caniveau.
Reims garde de son passé gallo-romain deux axes majeurs, le cardo major et le decumanus major qui structurent encore aujourd'hui la ville : la rue de Vesle et l'avenue Jean-Jaurès d'une part, et d'autre part la rue de l'Université, la rue Anatole-France et la rue Colbert. Ces deux axes se croisent place Royale. La cité gauloise devait sans doute occuper une petite hauteur qui dominait un marécage où la Vesle coulait en contrebas. Cette cité présumée se trouve sans doute au moins six mètres au-dessous du niveau actuel du centre-ville. Le nom de Clairmarais évoque encore le lit où s'étale jusqu'au XIXe siècle cette rivière.

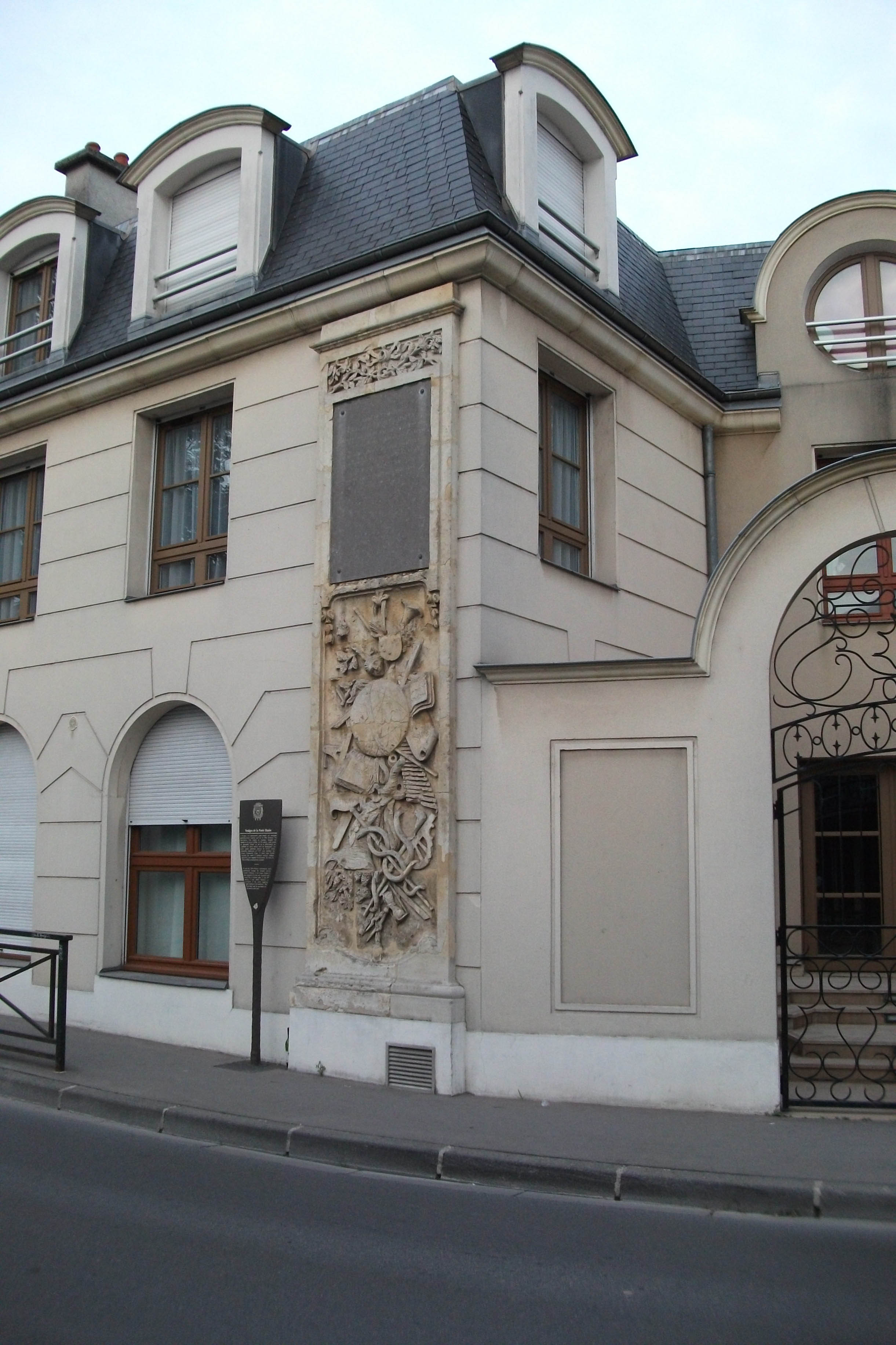
Les vestiges de la porte Bazée, aujourd'hui située rue de l'Université.

La ville gallo-romaine était vaste pour l'époque, elle était la capitale de la Gaule belgique et une des plus vastes villes au nord et à l'ouest de Rome ; ses limites étaient marquées par quatre portes monumentales, dont la porte de Mars dédiée au dieu de la guerre et orientée vers la Belgique qui restait à conquérir et à pacifier. Il ne subsiste des trois autres portes que les vestiges de la porte Bazée, rue de l'Université au niveau du lycée. La porte Cérès se trouvait à l'emplacement de la place Artistide-Briand, comme nous le rappelle la toponymie des lieux, et à l'opposé la porte de Vénus, rue de Vesle,.
Une autre façon de mesurer l'ampleur de la ville gallo-romaine est de considérer les voies qui partent en diagonale des portes, véritables arcs de triomphe à la gloire de l'envahisseur-colonisateur. De la porte de Cérès partaient les voies pour Trèves (avenue Jean-Jaurès), pour Metz (rue de Cernay) et pour Cologne (rue Camille-Lenoir puis rue de Bétheny). Au-delà de cette porte se trouvait un quartier d'artisans qui travaillaient notamment les os (rue Raymond-Guyot). D'autres quartiers d'artisans se situaient hors de la ville ou en périphérie immédiate (rue Simon, rue Gosset...). De la porte de Mars partaient les voies vers Thérouanne (avenue de Laon), vers Bavay (route de la Neuvilette) et vers Boulogne (rue Jean-Jacques-Rousseau). De la porte de Vénus partait une seule voie du fait de la nécessité de traverser le marais et la Vesle et qui se dirige, elle, vers Paris. De la porte Bazée ou porte de Bacchus, une voie se dirigeait vers Rome (rue de l'Université et rue du Barbâtre) et une autre vers Toul. Les cimetières étaient eux à l'extérieur, de part et d'autre des voies entrant en ville.

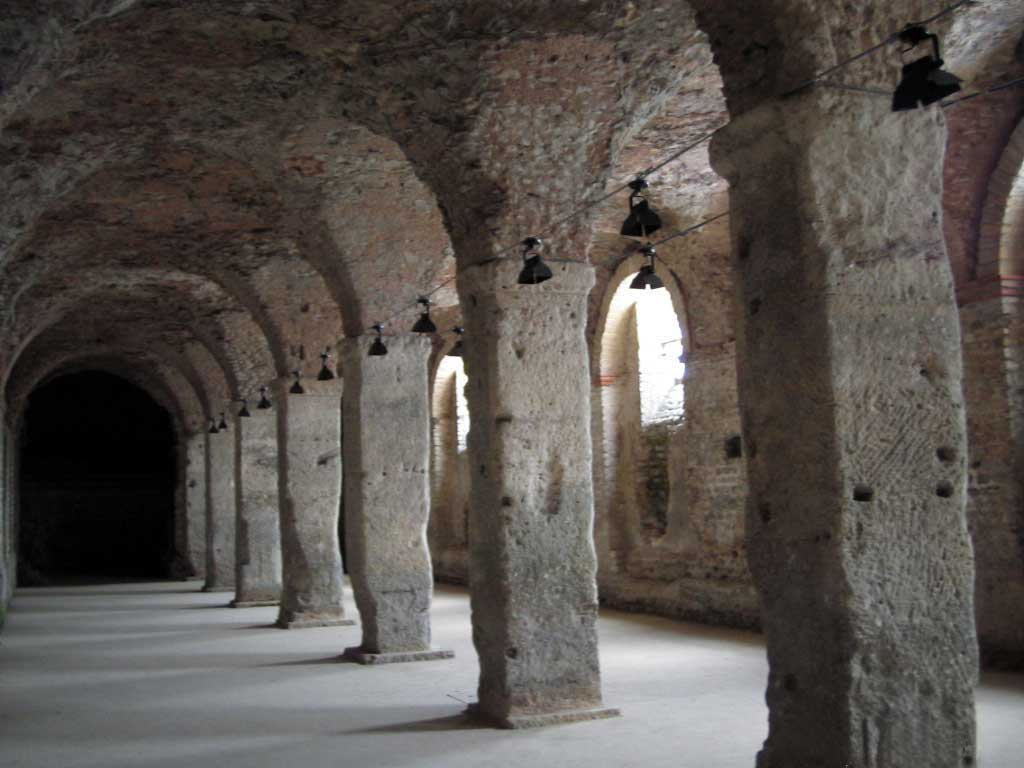
Le cryptoportique construit à la fin du Ier siècle.

Les autres voies de la ville gallo-romaine étaient, selon le modèle-type romain, parallèles et perpendiculaires au cardo et au decumanos majores. À la fin du IIe siècle, la ville va se développer en bénéficiant de la Paix romaine qui s'était progressivement instaurée et aussi du négoce et des échanges qui s'ensuivirent. C'est à cette époque que furent construites les quatre portes déjà évoquées et surtout que fut réalisé un énorme ensemble couvert, le cryptoportique. Aujourd'hui place du Forum, c'était un bâtiment en U surélevé de 100 mètres de long avec deux retours de 50 mètres de long chacun ; c'était le centre commercial de la cité. Un marché devait se trouver non loin de là (peut-être rue du Marc). La ville s'embellit avec un amphithéâtre et un stade (rue Gosset), un cirque (rue du Mont-d'Arène), des thermes, des temples et de riches villas comme en témoignent les mosaïques retrouvées. La ville était dotée d'un système d'alimentation en eau, d'évacuation des eaux usées et aussi de dépôts pour les déchets. Un aqueduc amenait l'eau potable de la Suippe.

### Bas-Empire

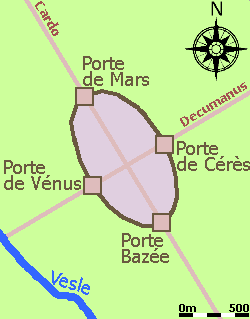
Reims sous le Bas-Empire.

En 357 et en 366, des invasions germaniques sont repoussées dans la région avant qu'elles n'atteignent Reims. Celle-ci n'était pas dotée d'un système défensif et la désagrégation progressive de l'Empire romain ne permettait pas à la ville d'avoir des forces militaires suffisantes pour se protéger. La ville s'étendait alors au-delà du grand fossé gallo-romain.
La population diminua et se réfugia dans l'espace limité par les quatre portes romaines. L'enceinte de cette époque apparaît encore sur le plan actuel de la ville sous la forme de l'ovale formé par les rues de Talleyrand, Chanzy, Contrai, des Murs, Ponsardin, Rogier, Andrieux et le boulevard Désaubeau. Hors de la cité, seul un bourg se développe sur un petit monticule, le futur quartier Saint-Remi.
Cependant, l'enceinte n'était pas assez efficace. En 406, les Vandales s'emparent de la ville et la pillent. Les Rémois sont réfugiés alors dans l'église chrétienne et l'évêque saint Nicaise est décapité sur le seuil de sa cathédrale.
Et en 451, ce sont les Huns qui attaquent la ville. Il ne reste quasiment rien de cette période, hormis la trace des fortifications et celui des voies romaines, qui n'ont pas été modifiées. La ville semble avoir été incendiée à plusieurs reprises et les habitants, trop pauvres, ont alors utilisé des matériaux plus précaires, moins coûteux et plus facile à mettre en œuvre comme le bois, le chaume ou la terre.

## Moyen Âge

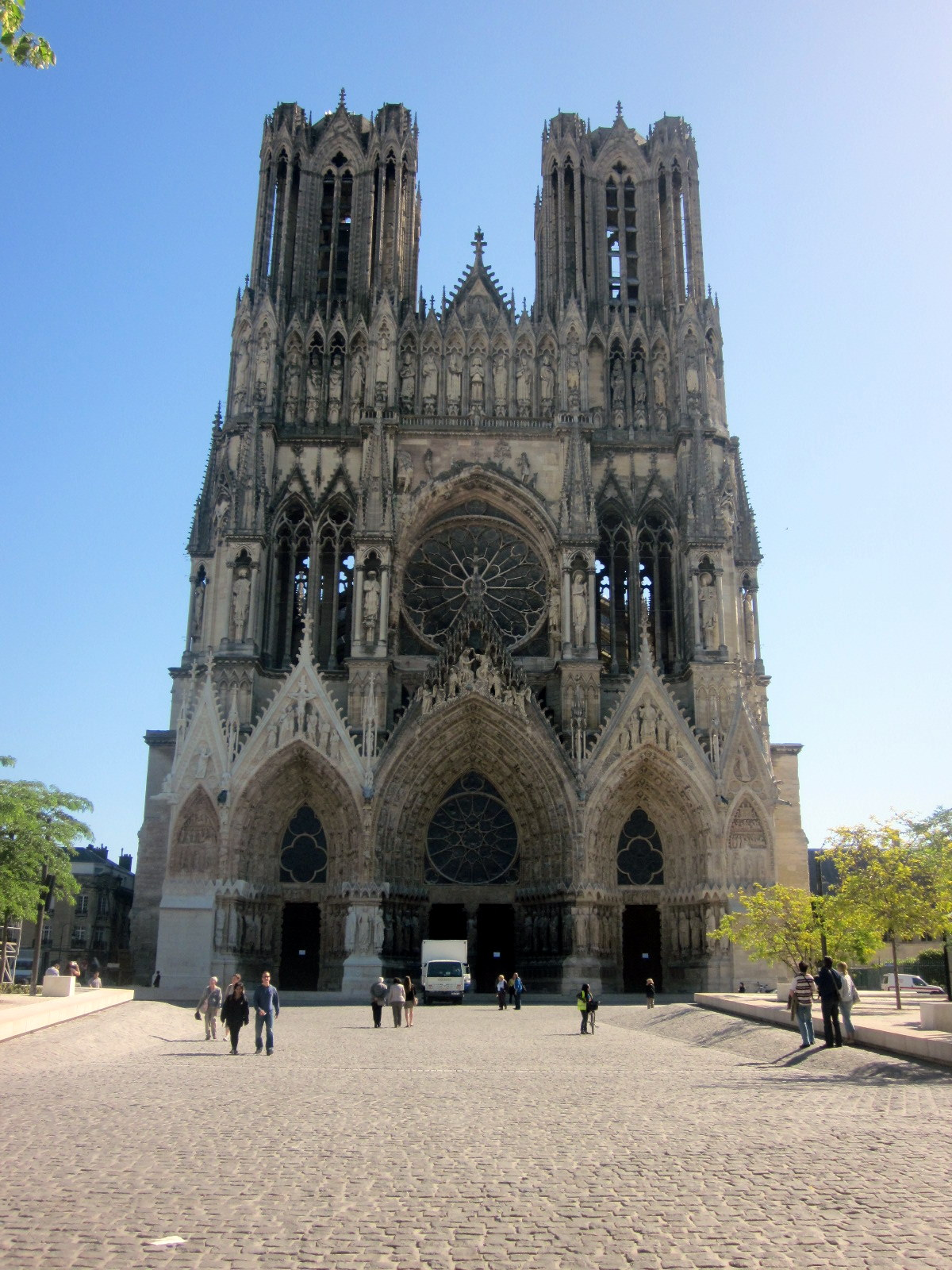
Vue de la face principale de la cathédrale.

Le christianisme apparaît au milieu du IIIe siècle avec l'évêque Sixte et une première cathédrale est élevée au IVe siècle mais ce n'est qu'au Ve siècle que l'emplacement actuel commence à être occupé par l'Église qui y installe d'abord un ensemble épiscopal puis plusieurs cathédrales qui se succèdent jusqu'à celle qui existe aujourd'hui.
Saint Remi, descendant d'une famille aristocratique romaine et consacré en 459, contribue également à la diffusion du christianisme dans la région rémoise aux Ve et VIe siècles. En tant qu'évêque de Reims, il négocie la soumission de Reims à Clovis, à l'actuel emplacement de l'église Saint-Nicaise. Le jour de Noël entre 496 et 506, Clovis est baptisé dans la cathédrale rémoise par saint Remi, après avoir reçu une instruction chrétienne de sa part. La tradition veut que le baptême ait eu lieu le 25 décembre 496, mais selon des auteurs récents, les années 498 ou 499 sont davantage probables,. D'après Grégoire de Tours, 3 000 soldats francs sont baptisés le même jour. Selon la légende, saint Remi oint Clovis avec la Sainte Ampoule, délivrée par un ange, sous les traits d'une colombe. C'est en raison de cette conversion du roi des Francs que de Louis VII à Charles X, excepté Henri IV, tous les rois de France seront sacrés à Reims, le plus souvent par l'archevêque de la ville.
Dès lors, la vie urbaine va être fortement influencée par la personnalité des évêques de Reims. Remi est enterré dans le faubourg du Sud en 533 qui va se développer, fort des reliques du saint. À l'époque mérovingienne, Reims est l'une des capitales de l'Austrasie, avec Metz, plus centrale où Thierry Ier fixe sa cour en 511.
Les évêques tiennent à doter la ville de lieux de culte. Rigobert, ancien abbé de l'abbaye d'Orbais, est nommé archevêque de Reims en 690. Son testament fait mention de dix-sept sanctuaires dont douze hors les murs. La ville se transforme en cité sainte. Dans le faubourg du Sud, sur le bord de via Caesarea, est construite une abbaye. Un peu plus loin, à l'emplacement des cimetières gallo-romains, sont érigées des basiliques : Saint-Nicaise, Saint-Agricole, Saint-Sixte, Saint-Martin, Saints-Thimothée-et-Apollinaire... qui sont autant de mausolées pour les prélats locaux. Reims devient un haut lieu de la chrétienté médiévale à l'instar de l'abbaye, développée par Thierry le disciple de Remi, et qui étendra son influence sur tout le Nord de l'Europe. Les communautés religieuses vont contribuer au développement de la ville et vont être à la fois des lieux d'accueil et de soins pour les malades et les indigents, mais aussi des centres intellectuels contribuant non seulement à la conservation et la diffusion des idées, mais aussi à l'enseignement.
En 719, Reims est démantelée par Charles Martel, un grand nombre de monuments rappelant son ancienne puissance et sa prospérité du temps de l'époque gallo-romaine disparaissent. En 804, Charlemagne y reçoit le pape Léon III.
À l'époque carolingienne, le statut de la ville où fut baptisé Clovis est conforté avec la première onction d'un roi à Reims, Louis le Pieux, fils de Charlemagne, consacré par le pape Étienne IV. La cérémonie a lieu dans la cathédrale Saint-Remi-Saint-Nicaise. L'évêque Ebbon, frère de lait de Charlemagne crée le chapitre avec un cloître et décide de la construction d'une nouvelle cathédrale qu'achèvera Hincmar. L'abbaye Saint-Denis est construite hors les murs pour abriter les chanoines et Hincmar y fait déposer en 873 les restes de saint Rigobert. Avec la production de manuscrits de l'abbaye d'Hautvillers voulue par l'évêque Ebbon, l'école de Reims prend naissance. L'abbaye d'Hautvillers s'épanouira plus tard notamment avec Flodoard. Louis le Pieux confie aussi à l'évêque Ebbon un orfèvre et forgeron d'art réputé, Rumold. Ses œuvres et celles des ateliers de la ville conforteront la réputation de celle-ci. Ce savoir-faire permettra aussi à la ville d'être un centre de production monétaire qui accentuera le rôle économique de la cité.
À la fin du IXe siècle, l'apparition de nouveaux envahisseurs (les Vikings ?) oblige l'archevêque Séulf (922) à construire une enceinte autour de l'abbaye de Saint-Remi. L'autorité carolingienne se dilue avec les descendants de Charlemagne. L'évêque Foulques à la fin du IXe siècle poursuit l'œuvre de ses prédécesseurs en continuant à développer l'école de Reims qui devient un centre intellectuel important avec des maîtres réputés dans tous les domaines. En 972, le moine Gerbert (qui a notamment étudié la science arabe en Catalogne) est nommé à la tête de l'école. Cette école va être encore illustrée par Flodoard (894-966), chanoine formé à l'école de la cathédrale qui nous laisse, en sus des œuvres poétiques, une première chronique de l'histoire locale en quatre volumes : Histoire de l'Église de Reims. Les chanoines vont former à proximité de la cathédrale un véritable quartier, le quartier canonial.
En 940, les moines de l'abbaye de Saint-Remi obtiennent leur autonomie et dès lors va progressivement s'instaurer une certaine rivalité entre deux juridictions : celle de l'archevêque autour de la cathédrale, et celle de l'abbé autour de l'abbatiale Saint-Remi, à laquelle s'adjoindra ensuite la rivalité avec le chapitre des chanoines ayant leur propre juridiction. C'est à partir du XIe siècle que la ville devient donc physiquement bipolaire. Les deux « cités » sont reliées par deux « ombilics », l'ancien cardo romain : la rue de l'Université et la rue du Barbâtre d'une part et la rue Chanzy et la rue Gambetta d'autre part. La ville va continuer à se densifier à l'intérieur de ses enceintes au gré de l'installation des communautés religieuses. L'ancienne trame des voies romaines reste présente même si la rectitude initiale tend à s'effacer. La nature a repris ses droits et les rives de la Vesle sont à nouveau marécageuses. Le réseau d'alimentation en eau potable comme celui de la collectes des eaux usées de l'époque gallo-romaine n'est plus fonctionnel.
Nombreux déjà sont les établissements (congrégations et paroisses) qui sont installés à l'intérieur de l'enceinte ovale de la cité : les Cordeliers, le Temple, Saint-Hilaire, Saint-Pierre le Viel, les Bons Enfants... Les communautés religieuses qui se créent doivent sortir des enceintes et s'implantent sur de vastes îlots d'une part entre la cathédrale et le faubourg de Saint-Remi et d'autre part entre la cité et la Vesle : les Cordeliers, les Carmes, les Prêcheurs, le Val des Écoliers, les Augustins sans compter les béguinages. Une nouvelle rue est créée en parallèle de l'axe historique du Barbâtre : la rue Neuve (actuelle rue Gambetta). L'évêque conserve un vaste jardin en bordure de la Vesle délimité à peu près par les actuelles rue Hincmar, rue des Capucins et rue du Jard (rue du jardin) et la Vesle. L'abbaye a aussi le sien délimité par l'actuelle rue Ruisselet, la rue Simon, l'ancienne rue Fléchambault et la Vesle. Trois établissements s'installent hors de la zone agglomérée -Saint-Ladre aux Hommes (léproserie Saint-Éloi) en bordure de la route vers Paris et Saint-Ladre aux Femmes (léproserie Sainte-Anne) non loin de la porte Fléchambault. De plus, une abbaye s'implante dans le Clairmarais.
Dès le XIe siècle, Paris acquiert progressivement son statut de capitale, mais Reims reste la ville des sacres avec celui d'Henri Ier en 1027. Vers l'an mil, l'archevêque de Reims, Gerbert d'Aurillac, est élu pape sous le nom de Sylvestre II. En 1119, la ville reçoit un concile. En 1143, la ville obtient des franchises communales, qui lui sont retirées peu après.
Dès le XIIe siècle, l'archevêque entreprend l'aménagement d'un nouveau quartier au nord de la rue du Bourg-de-Vesle avec le rue de la Couture comme artère centrale. Cette voie est suffisamment large (rue Large ?) pour pouvoir accueillir un champ de foire (actuelle rue Buirette). Ce nouveau quartier est relié à la Cité par la rue de l'Étape-au-Vin (actuelle rue de l'Étape) et comprend deux autres rues, la rue de Chativesle et la rue de Thillois, de part et d'autre de la rue Large. Guillaume de Champagne fait ouvrir une rue droite et large qui va de la rue neuve à la Vesle, la rue de Jard-aux-Drapiers (actuelle rue du Jard). Le nom même de la rue évoque le développement de l'activité manufacturière et textile de la ville en bordure du jardin épiscopal. Les nouveaux quartiers sont gérés par un administrateur particulier représentant l'archevêque. Ils échappent donc à la juridiction laïque et royale du prévôt.

### Ville des marchands et des artisans

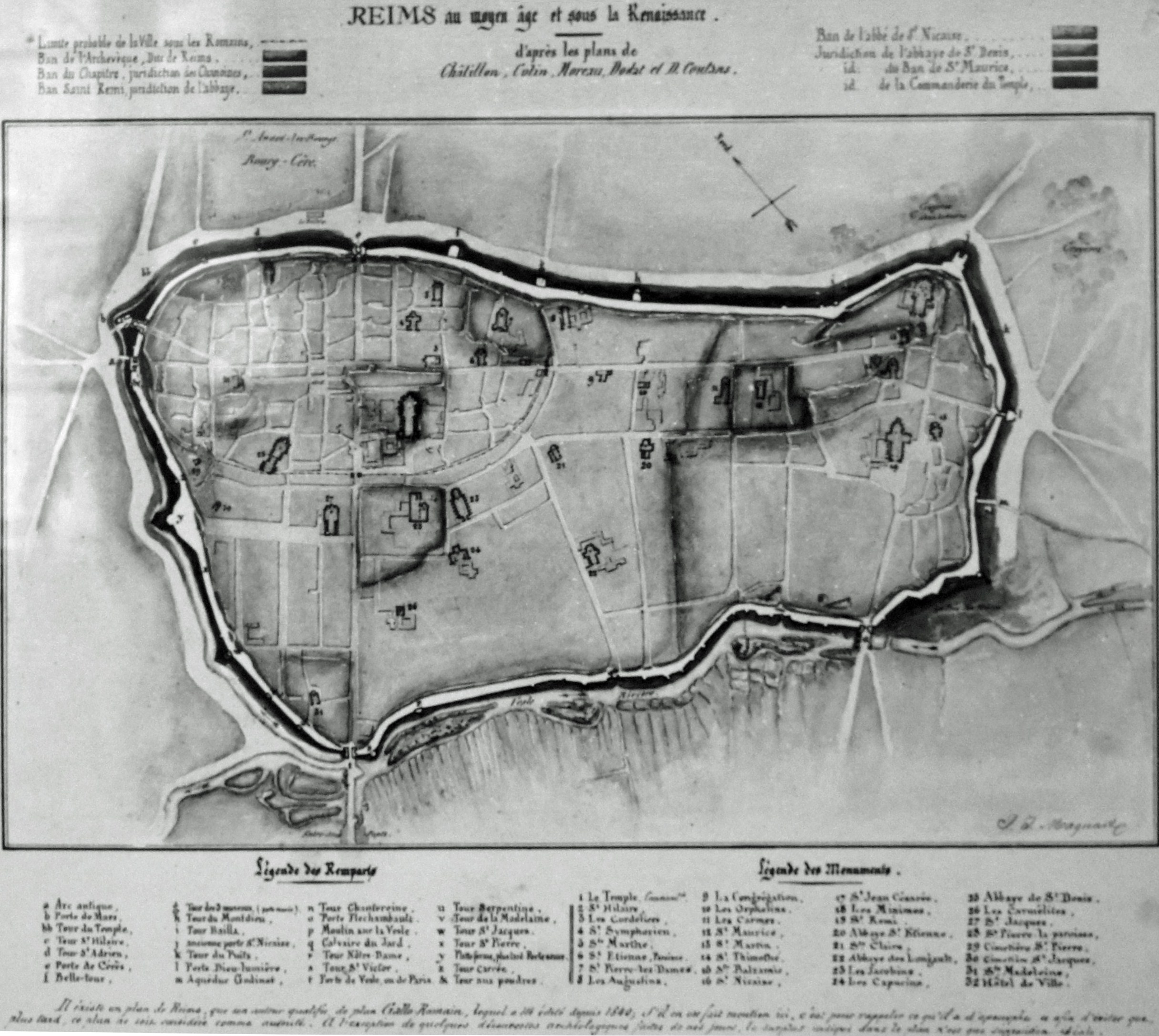
Emprise fortifiée de la ville.

Le développement de l'activité économique va générer une population de commerçants et de marchands qui vont chercher à se libérer de la tutelle et de la fiscalité des pouvoirs religieux et notamment de l'évêque et du chapitre de chanoines, rejoignant par là le mouvement d'affranchissement des villes qui commence dès le XIIe siècle en France. Une charte, calquée sur celle de Laon, est octroyée par le pouvoir royal en 1128, mais se heurte à l'hostilité des milieux ecclésiastiques. C'est l'archevêque Guillaume aux Blanches Mains qui finira par concéder en 1182 la charte dite de Willermine. Néanmoins, elle laisse à l'évêque suffisamment de revenus pour les travaux de construction de la cathédrale ce qui continue à mécontenter les Rémois. La cathédrale de Reims carolingienne a brûlé, le 6 mai 1211 l'archevêque Albéric de Humbert lance le chantier de sa reconstruction en style gothique. La concurrence de l'abbaye fondée par Guillaume de Saint-Thierry, disciple de saint Bernard, concurrence l'abbaye de Saint-Remi qui tombe en banqueroute en 1220 après quasiment un siècle de reconstruction de la basilique en style roman puis de sa façade gothique comme la basilique Saint-Nicaise non loin qui sera édifiée dans le plus pur style flamboyant. La ville passe progressivement sous la juridiction royale avec la nomination en 1313 d'un capitaine aux pouvoirs étendus à l'ensemble du territoire de la ville et installe un conseil de ville où les habitants (les bourgeois) sont représentés. C'est Herbert Coquelet qui deviendra le premier maire (lieutenant des habitants) élu par le conseil en 1369.
La ville est progressivement équipée avec un champ de foire (rue Large), des halles, une prison, des hôpitaux... Le périmètre urbanisé dépasse largement les emprises de la Cité et du bourg de Saint-Remi. De la fin du XIIIe siècle au début du XIVe siècle, une nouvelle enceinte de 6 500 mètres est construite avec difficulté devant la dépense, de 80 Livres à 1 094 Livres par mois entre 1346 et 1347 aux moments où la présence anglaise est forte, elle finira par englober les parties nouvellement construites jusqu'à la Vesle avec deux portes nouvelles en face des ponts sur la Vesle : Frichambaut et Courcelancy. Cette protection permettra de résister à l'assaut des troupes anglaises en 1359. La ville a connu alors une population de 20 000 âmes vers 1270 pour une emprise de 160 hectares.
La ville devient un important centre de production textile avec les tisserands dont l'implantation a été favorisée par l'évêque. Apparaît dès 1220 une division entre les ouvriers et les patrons tisserands comme en témoignent les conflits de cette époque. La draperie rémoise est alors spécialisée dans les serges qui servaient dans l'ameublement et surtout de tentures et de couvertures dans les habitations. Les foires de Reims comme celles de Troyes, Châlons et Provins permettent d'échanger avec les marchands italiens. L'économie rémoise entre dans le commerce international. La toile de Reims se retrouvait depuis Novgorod à la cour du roi de Norvège au nord grâce au commerce par le Hainaut et la ligue hanséatique. En Italie à la cour de Naples, à Florence et à Pise mais la sortie vers le sud se fait par le port royal d'Aigues-Mortes, là le 31 mai 1315 la taxe perçue est de 8 400 Livre tournois pour aller jusqu'à Caffa en mer Noire, au gouverneur d'Erzurum.
L'habitat pour une large part, en dehors des bâtiments religieux et des églises, est en bois avec pour les commerces parfois un rez-de-chaussée, l'utilisation de la pierre. La région n'est pas propice à l'emploi de ce matériau qu'il faut importer. Le sous-sol de la région est en craie et ce matériau se délite facilement et absorbe l'humidité, le gel faisant alors éclater les carreaux de craie. Sans doute la brique tirée du sous-sol argileux des environs est aussi utilisée ? De cette époque, il ne reste, en dehors des bâtiments religieux encore en place ou ruinés, que la Maison des Musiciens, rue du Tambour et qui a été largement reconstituée après la Première Guerre mondiale.

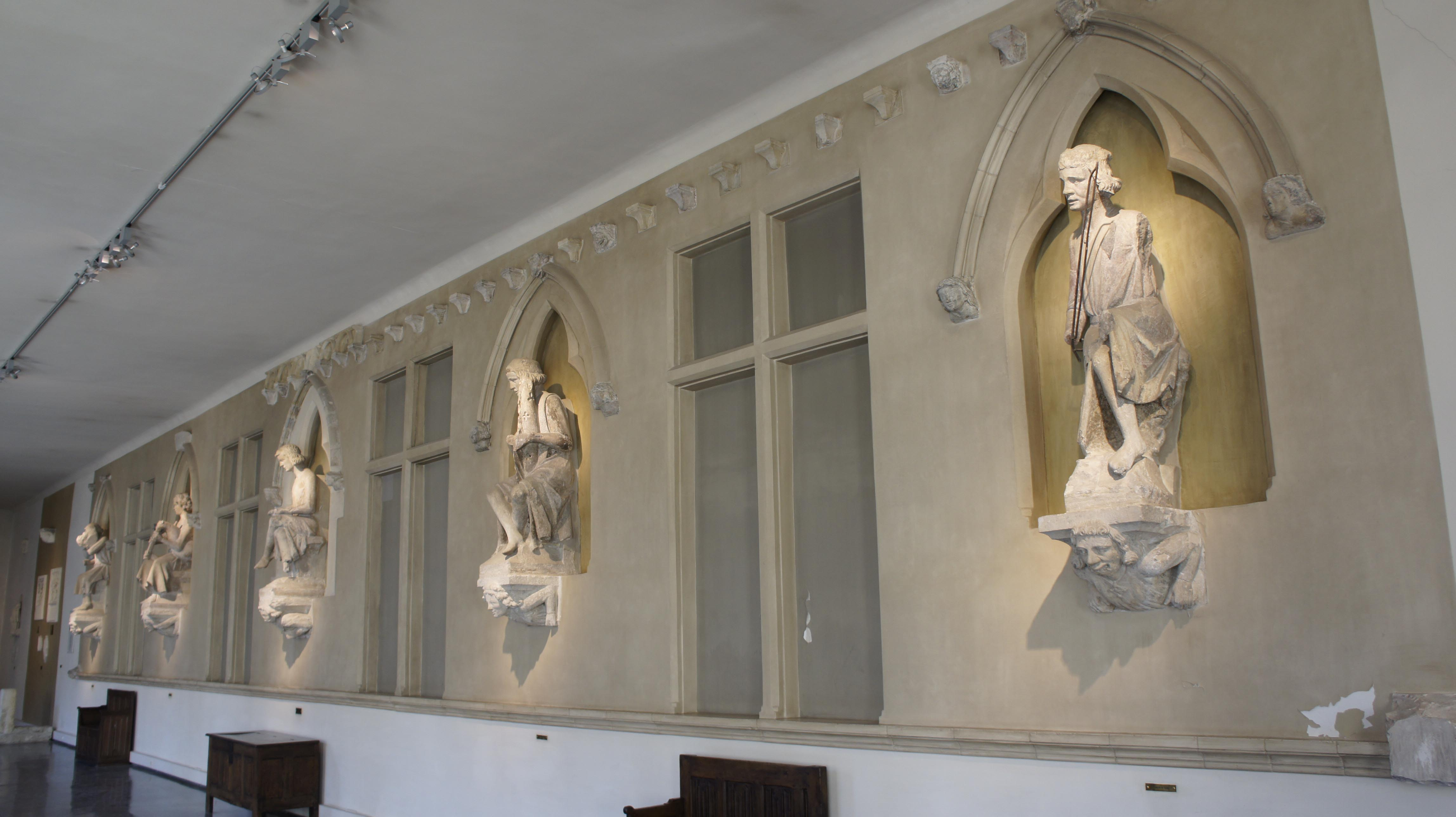
La façade de la Maison des musiciens sauvée et remontée au Musée de Reims.
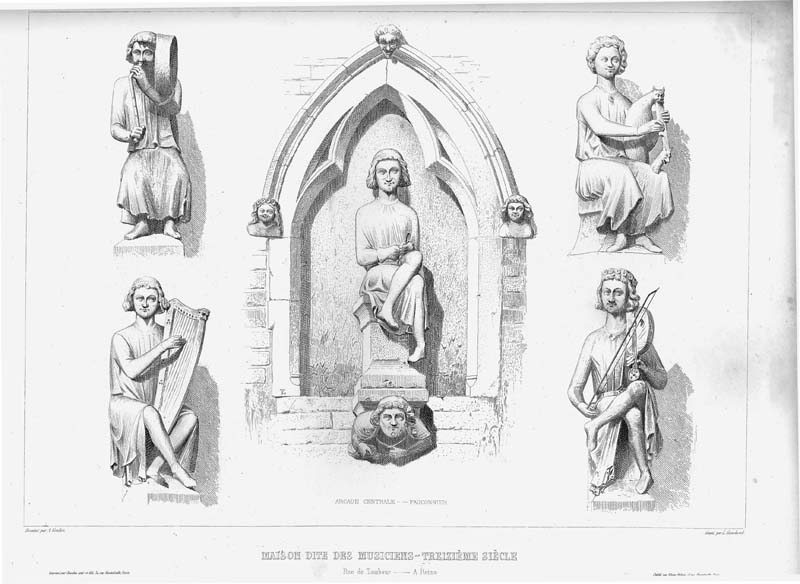
Gravure de différentes statues de la Maison des musiciens par Aymar Verdier.
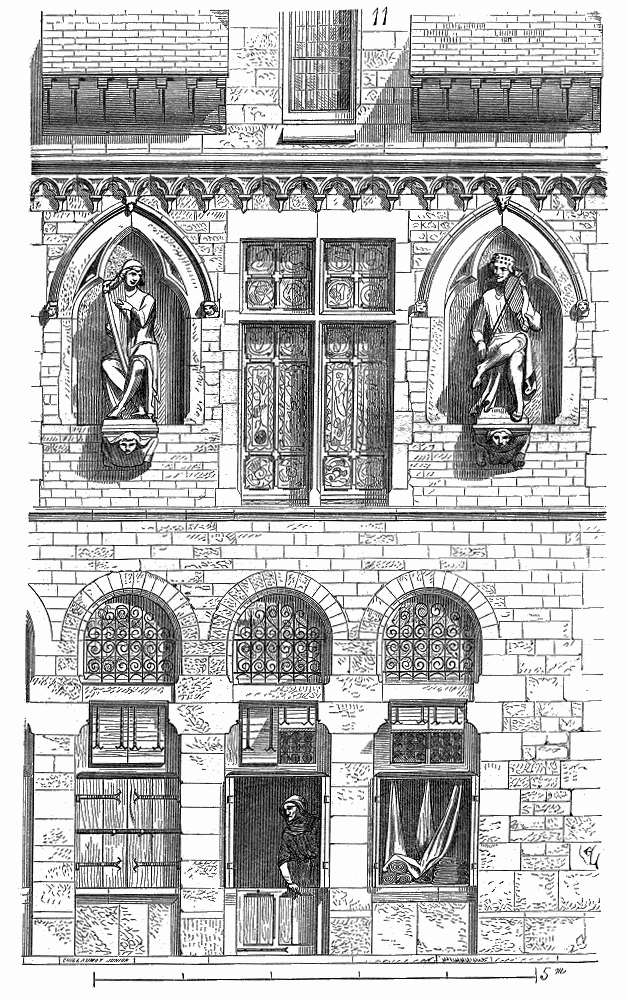
Gravure de la façade de la Maison des musiciens par Viollet-le-Duc.

### Naissance du conseil de ville
Le conseil de ville rémois est né de la guerre franco-anglaise. Après la défaite de Crécy en 1346 et surtout après celle de Poitiers en 1356, à la nouvelle de la capture du roi Jean II le Bon, la consternation fut générale sur toute la France. Toutes les bonnes villes du royaume prises d’effroi, s’attelèrent à leur propre défense. Pour assurer leur protection, elles se dotèrent d’une institution. À Troyes, les habitants s’étaient munis en 1358 d’un gouvernement municipal unifié.
Reims suivit ce mouvement. Pour P. Varin, une nouvelle période de leur histoire s’est ouverte puisqu'un second corps, le conseil de ville, est apparu à côté de l’échevinage. Pour Pierre Desportes « … la crise de 1358 a seulement consolidé des éléments apparus antérieurement. […] L’innovation […] réside dans cette émergence progressive à partir de 1346 d’un organisme commun à toute la ville chargé de régler les problèmes de défense. En 1358, l’archevêque principal seigneur de Reims a perdu définitivement tout contrôle sur ce corps naissant ».
En juin 1358, les Rémois sont entrés dans l’illégalité en portant à leur tête six notables qui ont prétendu gouverner la ville. Le 9 septembre 1358, une lettre du régent du royaume confirme cet acte et reconnaît les administrateurs élus du peuple : « … lesdits habitans […] aient entre eulz, du commun consentement de tous les habitans […] esleu six bonnes et convenables personnes pour prendre garde des ouvrages et nécessitez, seurté et tuition de la ville… ».
Il leur permettait de forcer tous les habitants de quelques conditions qu’ils fussent à payer des taxes imposées. Surtout, il les autorisait à changer un ou plusieurs de leurs membres s’il venait à ne plus pouvoir assumer sa fonction. Cet acte érigeait le conseil de ville en institution permanente et urbaine. Il est certain que le régent s’appuya sur les villes, en particulier Reims car la guerre ayant obligé les ruraux à se réfugier dans les villes, ces dernières possédaient « le commerce et toutes les richesses ».
La guerre a permis la pérennité du conseil de ville en le rendant indispensable, d’où sa présence encore à notre époque. Les prérogatives du conseil de ville concernaient à ses débuts uniquement la défense. À cette date le processus de formation du conseil est loin d’être arrivé à son terme et c’est durant la guerre de Cent Ans que les institutions urbaines connaissent un nouveau progrès : elles s’imposent.

## Époque moderne

### Prospérité de Reims auXVIesiècle
Durant la Renaissance, la forme urbaine ne se modifia guère et les habitations comme les activités restèrent à l'intérieur de la nouvelle enceinte, qui fut un chantier important et coûteux pour la ville. L'enrichissement des commerçants et des patrons drapiers permit la reconstruction des bâtiments en pierre. L'abbaye Saint-Remi se dota d'une façade gothique.
C'est une ville qui attire le commerce lointain par ses quatre foires, celle de Pâques place de la Couture étant la plus importante, qui travaille le cuir, la laine, le lin, le chanvre. Ses tissages feront la fortune de familles comme celle des Colbert.
Les débuts de la Réforme protestante à Reims se virent à partir de 1559 en des châteaux amis mais des rixes arrivèrent lorsque les réunions étaient publiques; des sommités sont venues à Reims comme Théodore de Bèze. La réaction de la Ligue est importante par l'intermédiaire de la Maison de Guise qui est fortement implantée en ces terres avec Charles de Lorraine. Ils encouragent un fort courant de dévotions dans la ligne du concile de Trente.

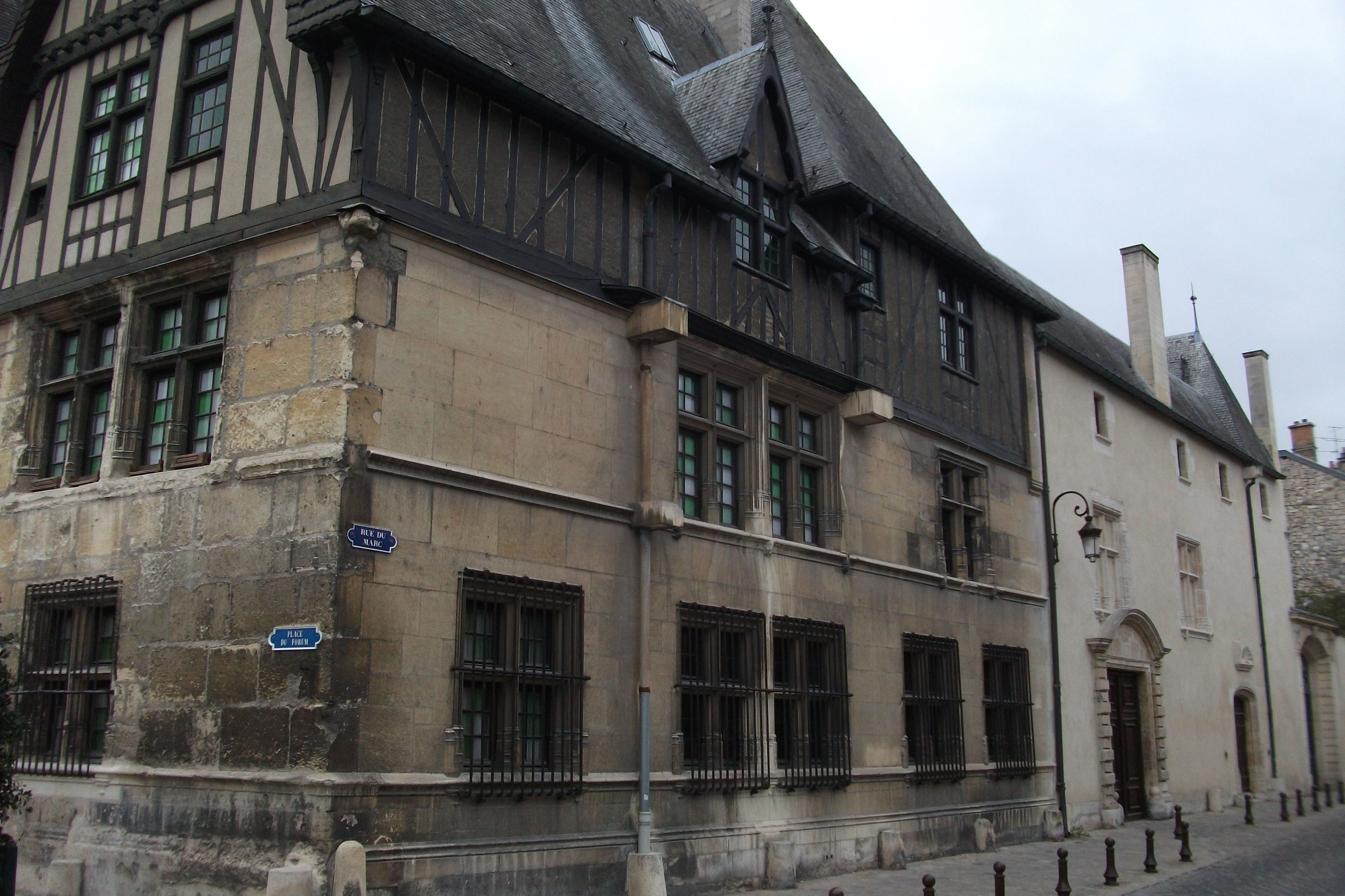
L'hôtel Le Vergeur, datant en partie du XVIe siècle.]
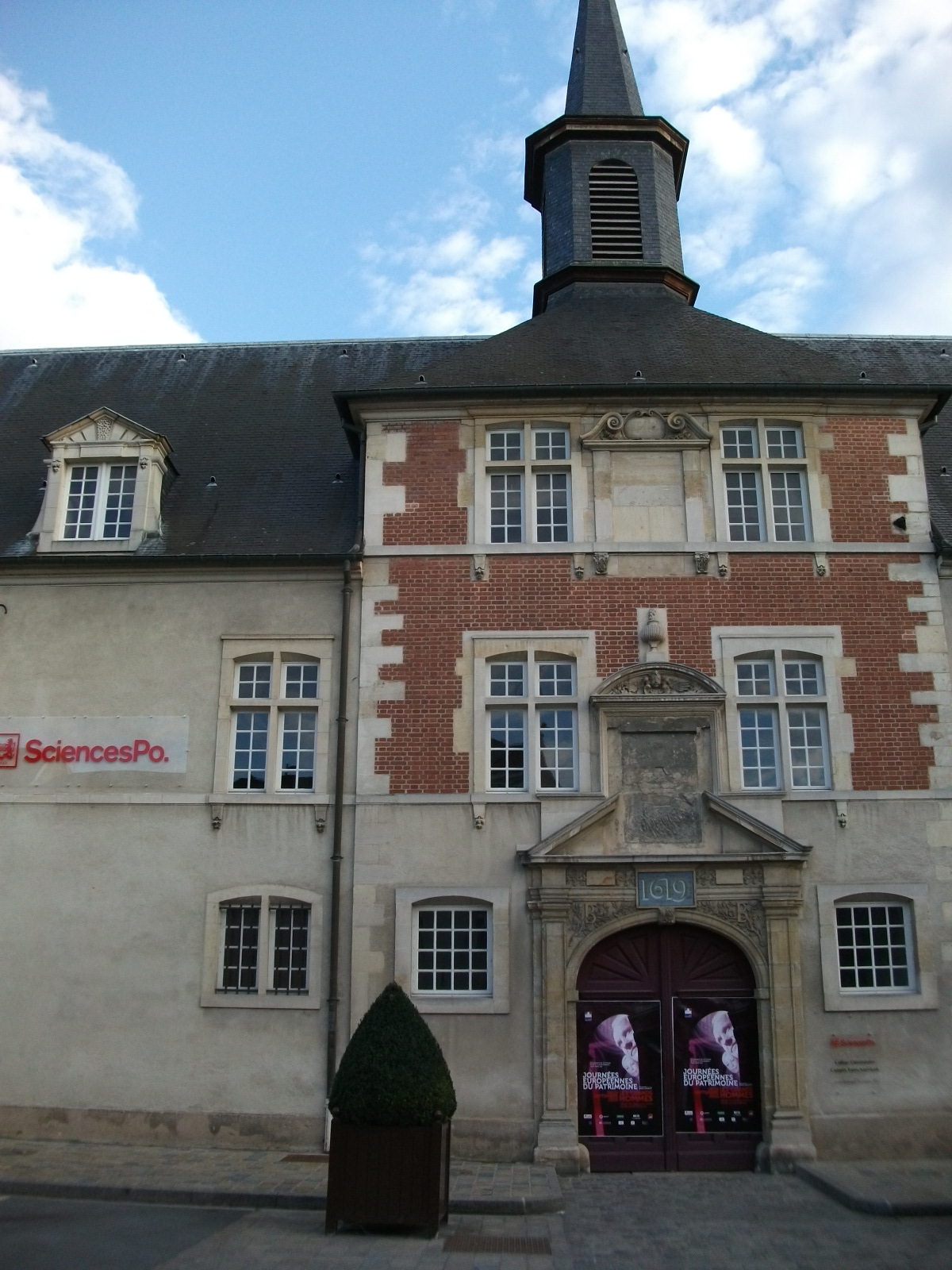
Entrée de l'ancien collège des jésuites.]
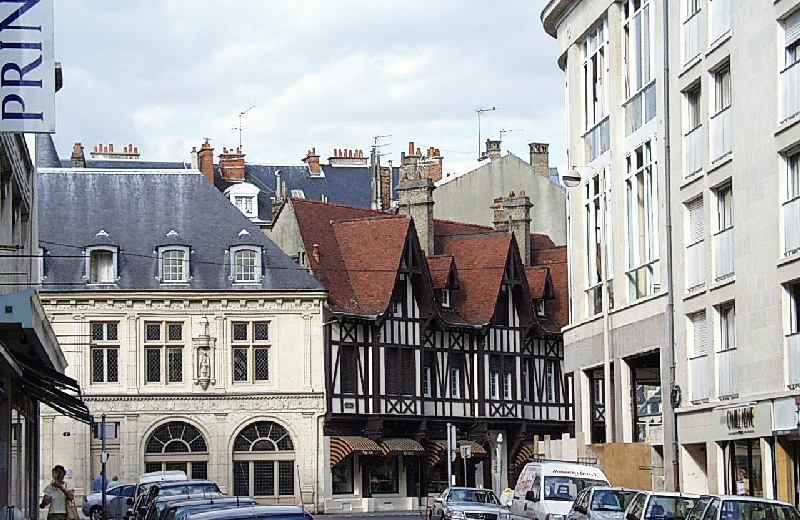
La maison natale de Jean-Baptiste de la Salle, toit d'ardoises et arcades rondes.

### Création de l'université de Reims
Après l'accord de Paul III en 1547, l'université de Reims fut créée en 1548 par le cardinal de Lorraine, qui venait également d'obtenir l'accord du roi. Le collège des Bons-Enfants commença par un enseignement des arts, puis de théologie, de droit et de médecine. En 1567, les élèves du Séminaire pouvaient suivre les enseignements de la faculté. Les Jésuites ouvrirent en 1608 un enseignement à Reims, d'abord dans l'ancien collège des Écrevés avant d'acquérir et construire le collège des Jésuites de Reims près de l'église Saint-Maurice (actuelle place Museux).

### Reims, lieu de refuge pendant les guerres de religion
En 1562, le massacre de Wassy active une nouvelle phase armée entre les catholiques et les protestants. Même si les affrontements armés sont rares, les troupes ravagent la campagne et obligent les gens à se réfugier dans l'enceinte de la ville. La ligue renforce son emprise sur la ville par Louis de Lorraine et Antoine de Saint Pol alors que Châlons, gouverné par Joachim de Dinteville est fidèle au roi Henri III. Mais Reims finit par faire sa soumission à Henri IV, qui fut, faut-il le dire, sacré à Chartres, et le Château de la Porte de Mars fut détruit comme symbole de la Ligue. Troubles et accalmies se succèdent avec les princes de Sedan et les ducs de Lorraine, jusqu'au traité de Liverdun de 1632.

### Reims pendant le Fronde
En 1635, la ville est atteinte par la peste qui vient ralentir la poussée démographique. L'économie poursuit son essor notamment dans le domaine textile en développement un ensemble de métiers de traitement de la laine, du tissage, de la teinturerie...
Avec la guerre contre l'Espagne, puis la Fronde, de nouveaux moments de troubles ravagent les campagnes et les milices bourgeoises de la ville protègent bien des vies mais pas de la misère. Le sacre de Louis XIV amène de l'espoir qui est consacré par le traité des Pyrénées en 1659.

### Construction de nouveaux bâtiments auXVIIesiècle

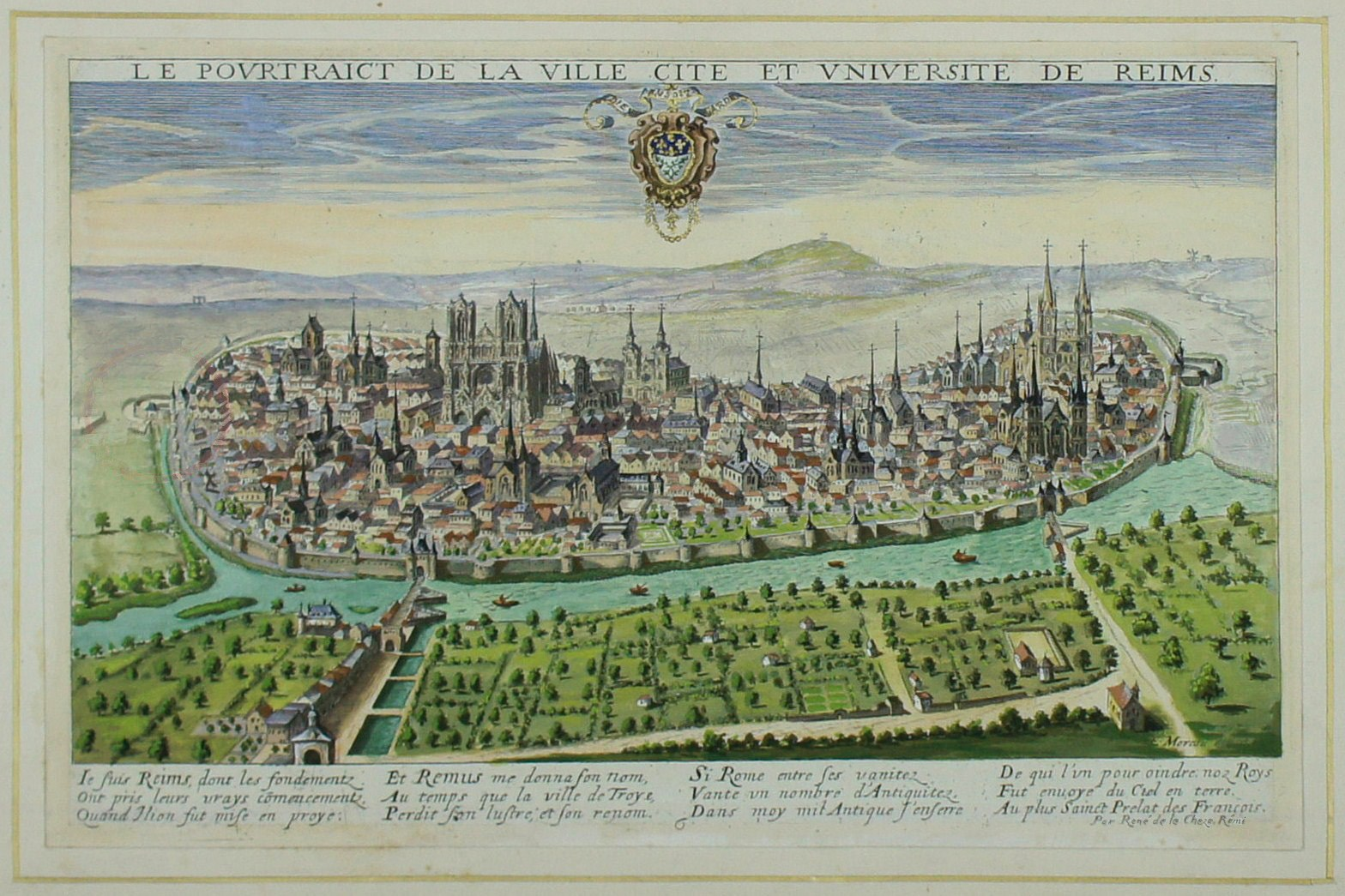
Plan de 1662 vue depuis l'ouest par Edmé Moreau.

Cette prospérité retrouvée permet, à partir du XVIIe siècle, la construction de nouveaux bâtiments publics et aussi d'embellissement. La construction d'un  hôtel de ville est décidée par le conseil de ville qui regroupe aussi le conseil des échevins. Cette tâche est confiée à l'architecte Jean Bonhomme dès 1627. L'archevêque Le Tellier n'est pas en reste et fait construire à partir de 1669 par Mansart et Robert de Cotte un nouveau palais épiscopal près de la cathédrale (palais du Tau). L'abbaye Saint-Denis est reconstruite entre 1738 et 1754. Les bourgeois font aussi construire de beaux hôtels particuliers aujourd'hui disparus.

### Rénovation urbaine auXVIIIesiècle, le plan Legendre
Cependant la ville reste encore avec sa structure moyenâgeuse et c'est avec l'action du lieutenant des habitants (maire) Lesvesque de Pouilly qu'est réalisée la première alimentation en eau depuis l'époque gallo-romaine. Ces travaux sont menés grâce à la machine inventée par le père Féry et installée porte Dieu Lumière et surtout aux legs du chanoine Godinot et du Roi qui permettent la construction de dix-sept fontaines. Les rues commencent à être pavées et les eaux usées canalisées.
Le lieutenant des habitants Jean Rogier faire aménager en 1729 une vaste promenade de l'autre côté des remparts qui va de la porte Mars à la Vesle. Ces promenades qui s'évasent vers la rivière en formant une « patte d'oie » sont dessinées par les « jardiniers » Leroux et fils puis modifiées par l'inspecteur des Ponts et chaussées, Legendre (plan Legendre), avec la création d'un vaste parterre rayonnant vers le nord-ouest à partir de la porte neuve dans le prolongement du vaste espace qui deviendra la place Drouet-d'Erlon.
C'est dès 1754 que Jean-Gabriel Legendre établit un plan d'embellissement de la ville qui comprend outre la création d'une place royale à la convergence du cardo et decumanus majores, la rectification d'un certain nombre de voies notamment dans le grand cardo. Les chanoines s'opposeront à ces nouveaux alignements. Ce plan comprenait aussi le percement d'une grande rue à travers le marché aux draps et aux blés pour mettre en relation directe et visuelle l'hôtel de ville du XVIIe siècle et le nouvel hôtel des Fermes (actuelle sous-préfecture). C'est une démarche plus que symbolique que la mise en relation par la rue Colbert et ses façades ordonnancées du pouvoir royal et du pouvoir municipal. Le plan Legendre proposait aussi une réédification des portes de la ville qui ne verra pas le jour. Il propose aussi une large ceinture de promenades qui ceinture la ville au-delà de l'enceinte du XIVe siècle. Le plan est adopté le 8 décembre 1758 par le Conseil d'État. Il faudra près de cent cinquante ans pour mettre en œuvre ses éléments principaux et notamment la place royale qui sera achevée en 1912. Une statue du roi était placée au centre de cette place et qui disparaîtra à la Révolution pour être remplacée par la suite par une statue de Louis XV. Le plan Legendre a été édité et il en existe aussi plusieurs versions coloriées au lavis. Les travaux de cartographie du RHa (plan dit « trois époques ») superposent notamment le plan Legendre sur le cadastre moderne et permet ainsi d'en mesurer l'impact sur la morphologie de la ville.

## Révolution française

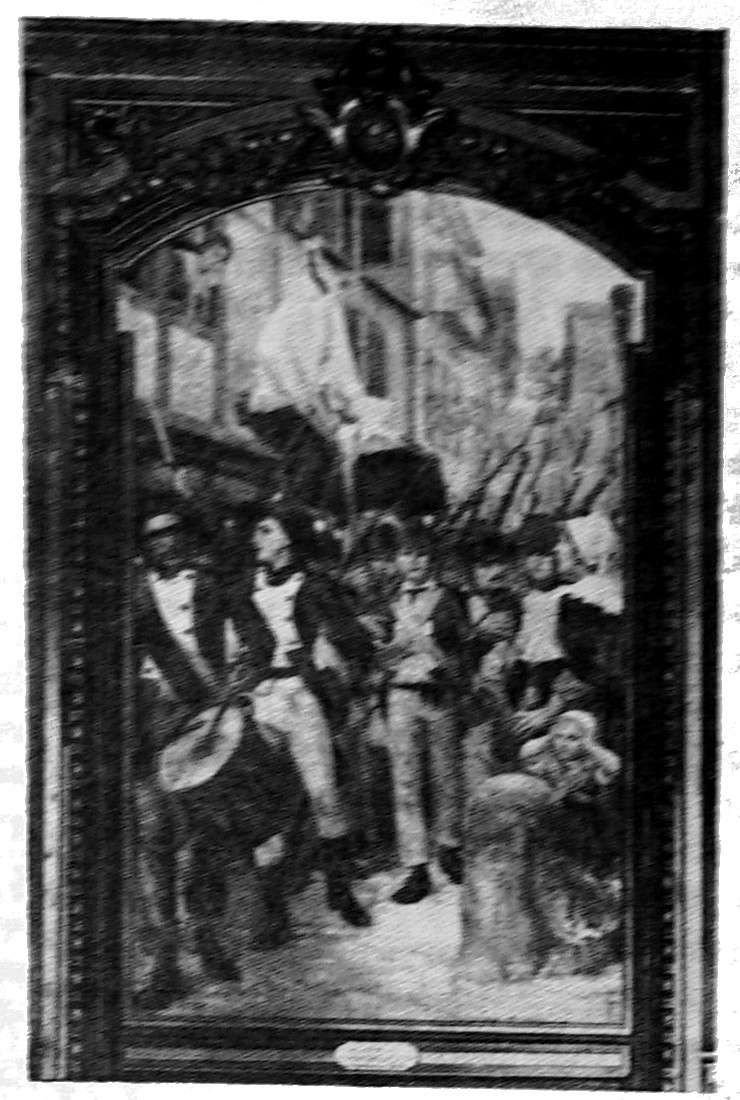
Départ des volontaires de 1792, ancienne peinture de la mairie de la ville.

L'université de Reims est un grand centre de formation qui voit passer des hommes qui feront leur chemin comme Brissot, Couthon, Danton, Pétion, Prieur de la Marne, ou Saint-Just, de nouveaux cours s'ouvrent en marge de celle-ci comme des mathématiques en 1745, de dessin en 1748 à l'hôtel de ville, des cours d'accouchement en 1774 et d'anatomie en 1779 par le docteur Robin et un cours de chimie par Pilâtre de Rozier en 1780.
Le bailliage envoie des députés de Reims qui ne se font pas entendre pour leur véhémence. Elle n'est pas une ville meneuse pendant la Révolution française, elle subit surtout les périodes de disette avec une émeute de la faim le 11 mars 1789, pendant l'hiver 1793/1794 il y eut des réquisitions et l'on s'en prit aux accapareurs, ou supposés tels, il y eut une autre famine l'hiver suivant qui mit près du tiers de la population au rang d'indigents. Les édifices des religieux furent mis en vente et la Cathédrale de Reims transformée en grange à fourrage par le représentant Bô. La Sainte Ampoule détruite et les reliques de Saint Remi brûlées en place publique. Le curé constitutionnel Jules-Armand Seraine aurait sauvé une part de ses reliques.
Les massacres de Septembre font neuf morts à Reims, tués le 3 septembre 1792 par des volontaires parisiens rejoignant l’armée en campagne contre les Prussiens qui venaient de faire tomber Verdun.
La guillotine a fonctionné quatre fois pendant la Révolution.
La révolution va libérer des espaces urbains qui vont être aussitôt occupés par les fabriques textiles. Sur les dix huit couvents et abbayes inclus dans le périmètre urbain, douze sont devenus ainsi des établissements textiles : le couvent des Carmes, celui des Augustins et celui des Cordeliers deviennent des manufactures d’étoffes. Les couvents des Jacobins, des Capucins, du Mont-Dieu, de Saint-Antoine, l’abbaye de Saint-Étienne et celle de Sainte-Claire deviennent des filatures. L’abbaye Saint-Pierre-les-Dames devient peignage, filature et tissage, le couvent des Longuaux, une filature cardée et le couvent de la congrégation, une maison de négoce. Ainsi va naître le quartier de la Fabrique qui va utiliser pour ses importants besoins en eau la nappe phréatique de la Vesle. Les effluents, pour une part, chargés de teinture et autres produits de traitement de la laine seront versés dans la rivière.

## Ère industrielle

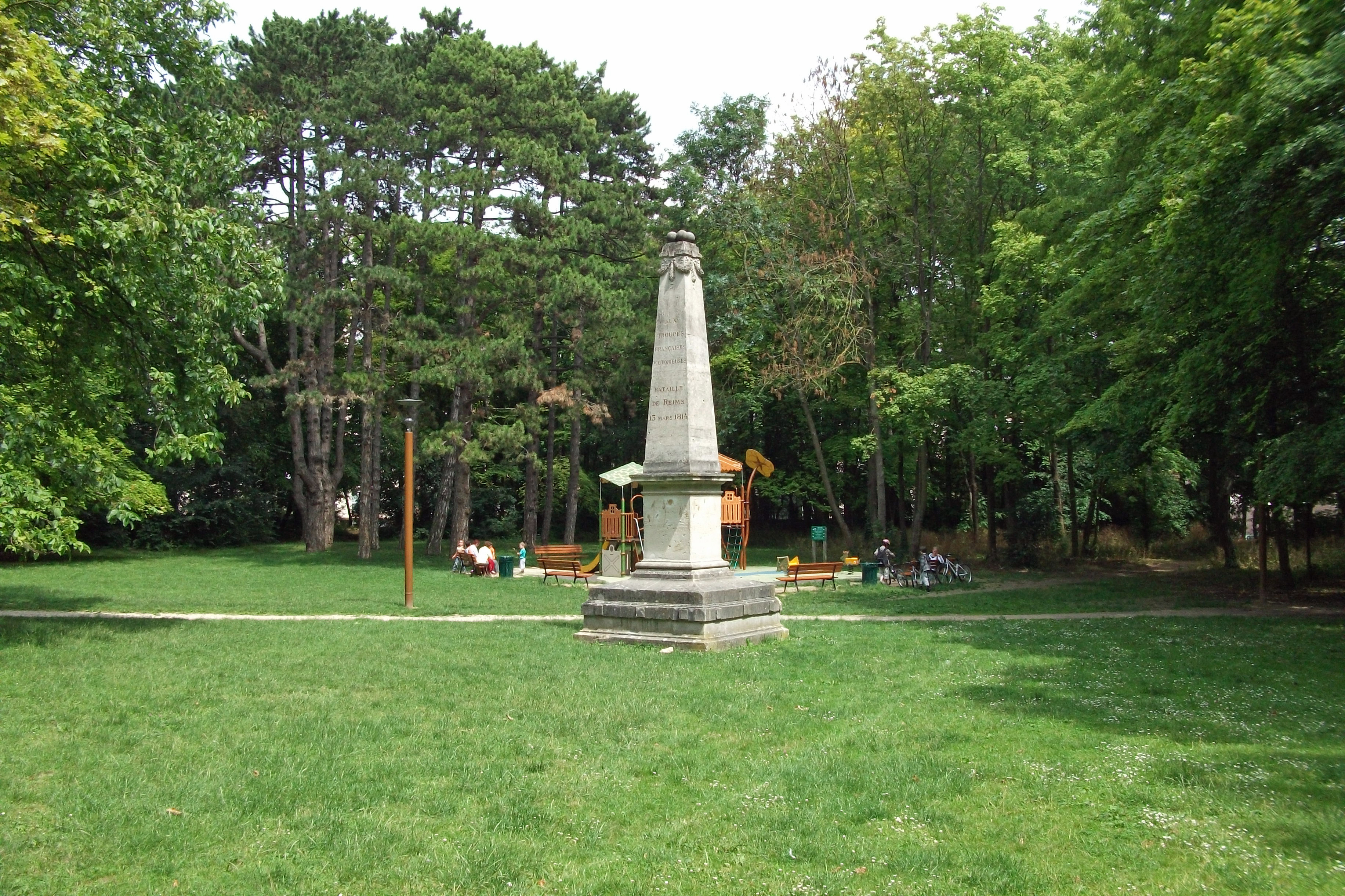
Ici a campé Napoléon, parc de la Cure-d'Air de Reims.

C'est avec le XIXe siècle et l'immense essor industriel que la ville va sortir des limites de l'enceinte du XIVe siècle. Le cadastre napoléonien établi dès 1819 permet d'apprécier cette évolution et de la suivre ensuite avec une cartographie compilée et analyse par le RHa. Le développement est d'abord dû à l'activité principale de la ville depuis le Moyen Âge, le textile et aussi par la mise en place des grandes infrastructures de communication et de transport.
Avec la Campagne de France (1814) la Champagne est ravagée par les armées coalisées, Reims est prise, libérée par Napoléon le 13 mars puis occupée par les troupes et un gouverneur russe.
Le 4 septembre 1870 les prussiens entrent à Reims et le 5 le roi de Prusse, Moltke général en chef de l'armée prussienne et le ministre-président de Prusse Bismarck s'installent en la ville à la tête de plus de  30 000 soldats ; des otages comme les docteurs Thomas et Brébant sont pris, des citoyens fusillés François Augé, l'abbé Miroy. Des édits sont placardés en ville pour instaurer un couvre feu, des réquisitions sont levées sur la population, la censure frappe le Courrier de la Champagne et L'Indépendant. Alors que fut signé le Traité de Francfort, l'occupation est continue à Reims pour assurer le payement de l'indemnité de guerre et la ville devint le siège du gouvernement allemand du Nord de la France. La ville devant nourrir et loger plus de 5 000 soldats ce qui dura jusqu'au cours du mois de novembre 1872.

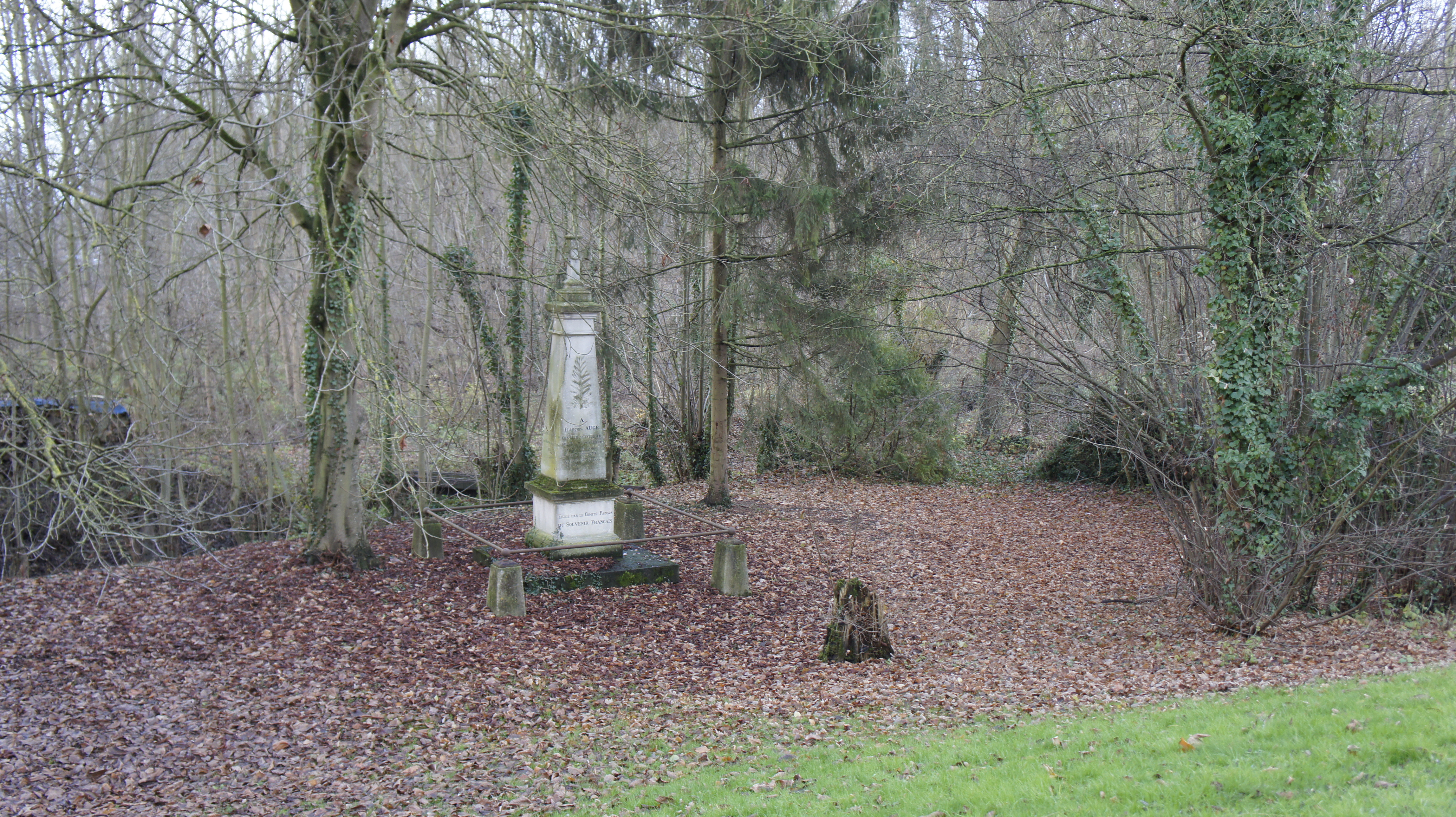
Mémorial à F. Augé.

### Le contexte économique et politique

#### L'industrie textile
La cité rémoise vit principalement de la transformation de la laine dont la fourniture reste aléatoire malgré les troupeaux qui pâturent sur les plaines crayeuses peu fertiles au sud de son territoire jusqu'à Châlons et bien au-delà. C'est la Champagne pouilleuse qui va bien vite changer avec l'apparition, d'une part, des engrais qui permettent d'amender les sols et aussi de la mécanisation progressive des engins agricoles. Cette plaine va devenir un vaste grenier à blé réduisant encore la production lainière locale. Cela oblige les fabricants à rechercher leur matière première bien au-delà de nos frontières et notamment celle en provenance de l'Empire britannique et commercialisée sur la place de Londres au début du XIXe siècle. On comprend alors toute l'importance du développement des transports (chemin de fer et canal). L'industrie textile qui regroupe à la fois des fabriques et des artisans va elle aussi se transformer rapidement avec l'apparition des métiers à tisser et de la machine à vapeur. Dès le milieu du XVIIIe siècle, le nombre des artisans diminue au profit des maîtres et de leurs ateliers. Il y a alors une prolétarisation des ouvriers textiles qui travaillent de plus en plus pour les fabriques avec leurs femmes et leurs enfants. À la fin du XVIIIe siècle la ville compte à peu près 23 000 habitants pour 7 300 feux (foyers). Les artisans et les fabriques sont concentrés après la Révolution principalement sur les espaces délaissés par les établissements et congrégations religieuses entre la ville et la Vesle.

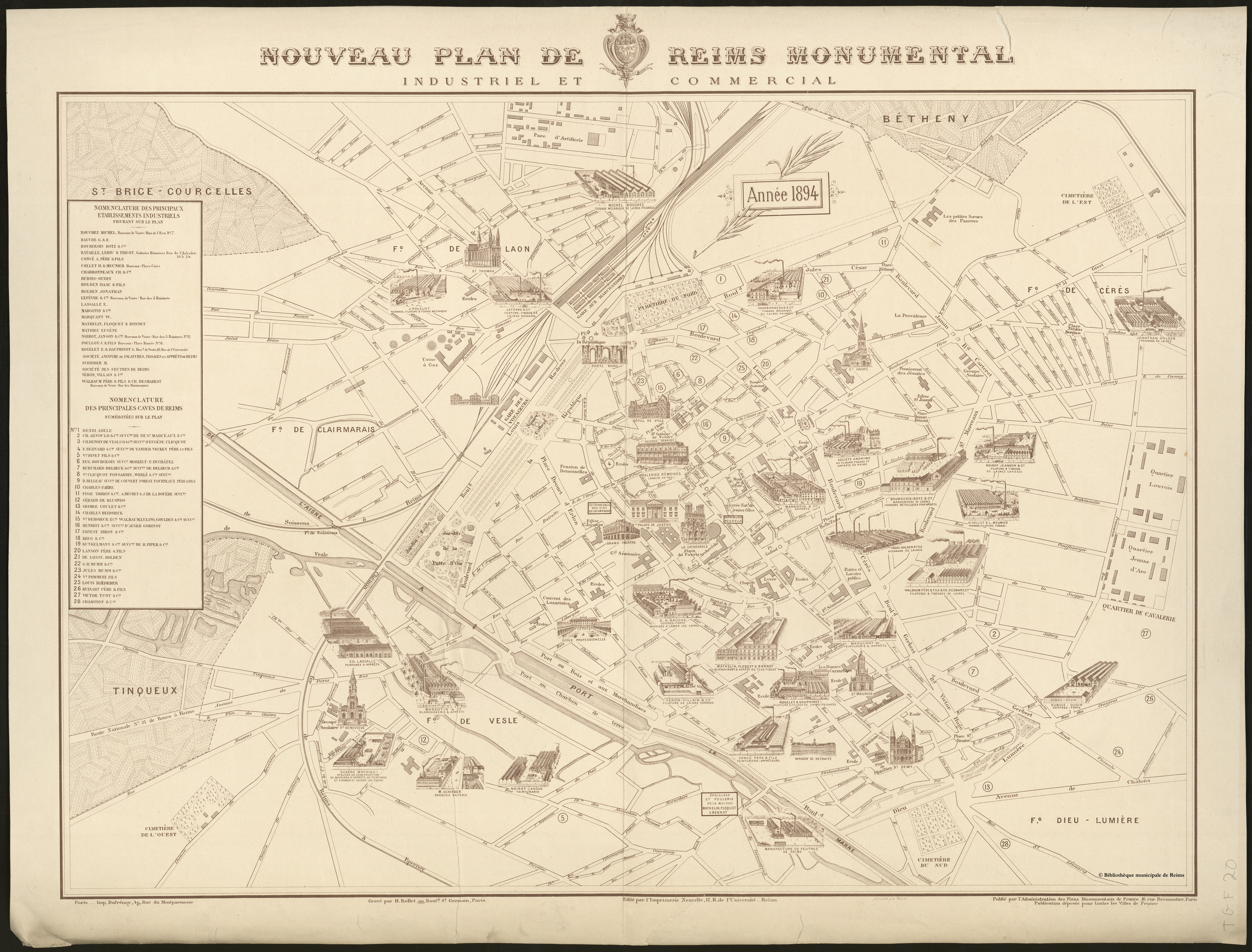
Plan industriel de Reims en 1894

L'industrialisation est le fait notamment d'émigrés anglais 
Isaac Holden créa en 1853, l’établissement, 29 rue des Moissons, appelé « l’usine des Anglais ou le peignage anglais ». L’installation du peignage Isaac Holden, aux terrains des Coutures, allait donner un essor formidable au travail des laines brutes. Il faisait travailler 1 200 ouvriers en 1872. Jonathan Holden, directeur du peignage de laine fondé par son oncle, se sépara de lui en 1880 ou 1881 et créa sa propre entreprise, surnommée  l‘usine des Nouveaux Anglais, 61 boulevard Dauphinot. Il implanta dans la cité rémoise la première peigneuse circulaire, remplaçant le travail à la main. Il favorisa ainsi le développement de l’industrie des tissus avec notamment le métier Jacquard. On lui doit l’application dans ses ateliers, du peignage du boulevard Dauphinot, de l’égratteronneuse Harmel, qui améliora le produit peigné, en le débarrassant de ce végétal à crochets qui s’accroche aux mèches de laines du mouton. Toute laine contenant une matière végétale quelconque ne peut être employée pour « blanc » ou teinture claire qu’après avoir été nettoyée à fond. Avant l’égratteronnage, il fallait carboniser le produit ce qui a l’inconvénient de le ternir ou jaunir, et lui interdire l’emploi pour « blanc ». Jonathan Holden s'installe au nord-est, boulevard Dauphinot avec une ferme non loin pour ravitailler ses ouvriers (la Ferme des Anglais). Un temple protestant est construit boulevard Lundy. Toutefois la concurrence notamment anglaise comme le coût des transports va entraîner une forte crise dès le milieu du XIXe siècle, obligeant l'économie locale à une reconversion partielle. Heureusement, le négoce du champagne se développe et la production s'exporte à l'étranger grâce aux contacts des immigrés à Reims. C'est « l'alliance des tonneaux et des ballots qui sauve la ville ».
L’industrialisation va aussi engendrer la création d’entreprises annexes dans la chimie (pour les teintures, le traitement de la aine, le traitement des eaux industrielles...), la mécanique, le négoce et le domaine des transports. Au début du XXe siècle, il y a trois fabricants de bicyclettes. La société Panhard Levassor s’installe à Reims dès 1903, la Société de Construction Automobile de Reims et en 1911 Deperdussin construit à Reims ses aéroplanes. Il faut aussi évoquer une fonderie... Antoine Villeminot-Huart (1805-1877), disciple de Charles Fourier, crée une usine de construction mécanique…

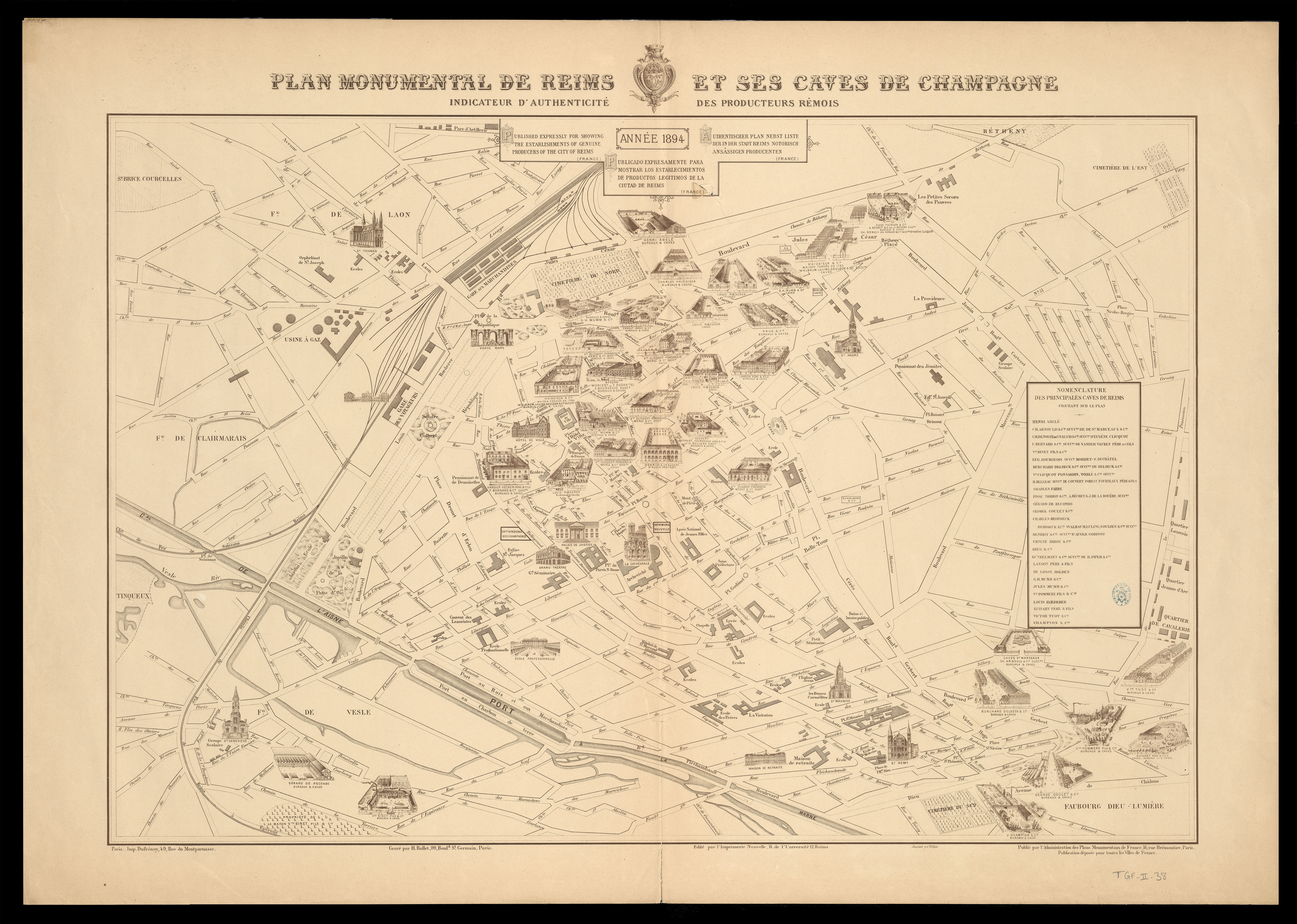
Plan de Reims et de ses maisons de champagne en 1894

#### L'essor duchampagneet des activités connexes
C’est au XVIIe siècle que la « champagnisation » est mise au point, sans doute découverte fortuitement et imputée sans doute à tort, à dom Pérignon procureur de l’abbaye d’Hautvillers. Ce n’est qu’à la fin du XVIIIe siècle qu’une faible part de la production transformée en vin mousseux commence à être appréciée et commercialisée au-delà de la région. C’est au XIXe siècle que la champagnisation est réellement maîtrisée grâce notamment au dosage du sucre comme le démontre François en 1836, un pharmacien de Châlons-sur-Marne. Cette maîtrise de la champagnisation et aussi celle du dégorgement du dépôt en fin de remuage va permettre de contrôler la pression et ainsi permettre l’exportation du vin hors de sa région. Il faut aussi signaler encore les travaux de Jean Claude Navier (1751-1828), médecin chef des Hospices de Reims et directeur de l’École de médecine qui consacra une partie de ses recherches en chimie pour améliorer le champagne. La richesse induite par le champagne est essentiellement due en réalité à sa commercialisation.
C’est donc au XIXe siècle que l’essor du champagne va marquer l’économie locale avec des maisons qui commercialisent déjà le vin comme Nicolas Claude Moët à Epernay. Les Ruinart sont eux des négociants en tissus qui vont s’orienter vers la commercialisation de cette production locale profitant de leur présence sur la prestigieuse place de Londres notamment. Ce sera aussi le cas pour Ponsardin (textile) et Cliquot qui auront les mêmes agents à l’étranger, d’où l’expression de l’alliance des « tonneaux et des ballots ». Les grandes maisons datent de cette époque : Heidsieck associé à Walbaum en 1802. Le comte de Villermont vend du champagne dès 1802 et sa fille épouse Joseph Jacob Bollinger en 1827. Le banquier F.M. Cliquot épouse B.N. Ponsardin en 1800. On peut encore citer les maisons Montebello en 1805, Greno en 1836, Giesler en 1838, de Cazenove en 1843, Goulet en 1844… Ces négociants vont constituer très vite le Syndicat du commerce des vins de Champagne en 1882 (syndicat de la petite bouteille) et le Syndicat des grandes marques (syndicat de la grande bouteille) qui regroupe vingt-cinq grandes maisons. L'industrie du champagne induit des activités annexes: verreries, emballage, imprimerie, négoce, transport... qui viennent prendre le relais de l'activité textile déclinante dès la fin du XIXe siècle. Les maisons de champagne s'installent à la périphérie de la ville : Pommery, Taittinger... où elles peuvent creuser des caves dans la craie qui conserve une température idéale pour le vin toute l'année.

### Les premiers plans d'urbanisme globaux

#### Une ville en crise
La population va doubler en moins d’un siècle et la ville va passer de 20 000 habitants en 1800 à 93 823 en 1881. Ces habitants pour 28 319 sont nés à Reims, 35 822 dans le département de la Marne 23 502 dans d’autres départements ( ). Une part de cette population rurale immigrée pauvre et sans emploi va être utilisée à la fin du XIXe siècle dans les grands travaux publics comme la démolition des remparts. Ces remparts vont être remplacés par les boulevards sous le Second Empire le long desquels seront érigés les hôtels particuliers de la bourgeoisie locale et les maisons de Champagne comme Werlé, Roederer, Ruinart, Mumm… Ces immeubles de prestige seront dus pour une large part à l’architecte Gosset père qui œuvrera dès 1839. La ville compte déjà 6 180 étrangers. Reims est une ville où l’on fait fortune et qui attire des entrepreneurs avisés, Allemands et Anglais notamment. La ville s’ouvre sur le reste du monde et commerce aussi activement avec la Russie. Parmi ces étrangers, il faut citer le Prussien Édouard Werlé (1801-1884) arrivé en France en 1821. D’abord employé de la maison de champagne Veuve Cliquot-Ponsardin et en devint le directeur. Il fut l’une des personnalités politiques les plus marquantes de la seconde moitié du XIXe siècle notamment comme maire de 1852 à 1868 et comme député de Reims de 1862 à 1870. Cette émigration alimentera une partie de la communauté protestante en donnant à la ville des familles de notables engagés et actifs jusqu’à une époque récente comme les Walbaum, les Roederer, les Heidsieck, Piper, Krug… Plusieurs de ces membres de ces familles d’industriels textiles se retrouvèrent en loge maçonnique avec des radicaux venant notamment de la médecine ou de l’administration.
Les conditions de vie des ouvriers comme des employés de maison sont désastreuses. Les populations les plus pauvres se concentrent dans quatre quartiers : Fléchambault/ Saint-Remi, Jard/Venise, faubourg Céres et le bas de la rue de Vesle à partir de la rue des Couture (actuelle place Drouet-d'Erlon). Les riches fabricants ont leurs hôtels particuliers dans la moitié nord-est de la ville. La ville sort des limites héritées du XIVe siècle avec le faubourg Céres où des spéculateurs avisés et avides, réalisent des lotissements quasiment insalubres avec des rues, véritables cloaques, qui ne sont même pas empierrées. La distribution d’eau n’est pas réalisée de même que la collecte des eaux usées qui polluent la nappe phréatique où plongent quelques puits. C’est là une source d’épidémie important qui rendra préoccupante la question de la distribution d’eau potable et qui deviendra une priorité.
La crise du logement comme les mauvaises conditions sanitaires de la population vont mobiliser dès 1860, l’attention de la bourgeoisie et du patronat local. La Fabrique est alors en pleine expansion et la main-d’œuvre afflue tant des campagnes voisines que de bien plus loin comme nous l’avons déjà vu et notamment des Ardennes, de la Belgique et aussi un peu plus tard des réfugiés alsaciens et lorrains, après l’annexion de l’Alsace-Lorraine par l’Allemagne. Naissent alors des faubourgs à l’urbanisation anarchique et dépourvus d’hygiène sous les manœuvres de propriétaires spéculateurs. Sont ainsi construites les premières cités ouvrières de quinze à vingt maisons réalisées avec des matériaux bon marché comme les carreaux de terre crue : le Village Noir, la Tunisie, le Maroc, la Grande Armée…
L’insalubrité est aggravée par le surpeuplement. Le docteur Nicolas Noël (1746-1832), écrit en 1880 que 4 400 logements sur 27 700 sont surpeuplés ( ) soit 16 %. En 1891 il calcule un taux de surpeuplement de 21 % pour Reims contre « seulement » 14 % pour Paris. Les loyers sont en outre exorbitants de 80 à 100 francs par an pour une pièce, de 180 à 200 francs pour un logement de 2 pièces. La majorité des ouvriers des vieux quartiers sont en location et il existe une haine tenace contre le propriétaire surnommé « Monsieur vautour ». Les déménagements à la cloche de bois ne sont pas rares. Le taux de mortalité est le plus élevé de France comme l’indique le rapport Portevin ( ). La municipalité Werlé (1852-1868) poursuit sa politique d’embellissement de la ville (plan Legendre et plan Jésus) notamment en centre-ville, mais refuse de prendre à sa charge les travaux d’infrastructures que nécessité cette nouvelle urbanisation (voirie, eau potable, assainissement). La bourgeoisie locale et le patronat aux commandes de la cité n’engagent pas la collectivité dans une politique sociale qui reste l’œuvre d’initiatives individuelles et philanthropiques d’une part et de l’autre de quelques patrons engagés comme Firmin Chabonneaux (1830-1899) qui construit une cité pour les ouvriers de sa verrerie.

#### Le plan - 1839
Le premier plan d’ensemble des alignements de la ville a été approuvé par ordonnance du 29 avril 1839. Il s’appliquait à toute la ville limitée par les anciennes fortifications sur l’emplacement desquels est établie la première ligne des boulevards intérieurs. Un plan d’extension, qui concerne notamment le faubourg Cérès est approuvé par arrêté préfectoral du 16 mai 1852. Il porte aussi sur l’alignement de certaines rues comprises dans la première enceinte. Ce plan est inspiré des travaux que mène à la même époque à Paris, le baron Georges Eugène Haussmann (1809-1891) qui fut préfet de la Seine de 1853 à 1870.
Ce plan porte principalement sur l’organisation de l’espace sur le sud-ouest de la ville, les anciens terrains des congrégations religieuses avec la création de la rue des Capucins, le prolongement des rues Libergier et Hincmar jusqu’à la Vesle, la création de la rue Clovis au nord de la rue de Vesle et celle de la rue Chabaud. Il faut aussi noter la volonté de gérer le développement du Clairmarais avec les rues de Courcelles et de Saint-Brice ainsi que le prolongement jusqu’à elles de la rue du Mont-d’Arène. De même à l’opposé, il est prévu des voies nouvelles pour ordonnancer le fatras du faubourg de Saint-Remi. Toutefois, ces voies ne verront pas le jour. Il faudra attendre la rénovation des années 1970 pour voir disparaître l’un des quartiers les plus vétustes de la ville et ayant survécu pour une part aux bombardements de la Première Guerre mondiale. Les dernières maisons à pans de bois de la place Timothée témoignent de ces constructions anciennes. Il faut ajouter aussi, et pour des raisons que nous n’avons pas pu percer, la création d’une voie nouvelle au sud de la porte Mars (rue Jovin ?).

#### LeplanWerlé
Il n'existe pas, à proprement parler de "plan Werlé", mais plutôt une philosophie (densifier le centre-ville) et une volonté politique d'intervention directe de la municipalité dans la poursuite de l'aménagement de la ville. Il s’agit de valoriser, d’embellir et d’assainir le centre-ville. E. Werlé, maire va donc reprendre le plan d’alignement de 1839 (plan Jésus) et poursuivre la mise en œuvre du plan Legendre pour lui apporter quelques modifications avec notamment le percement de l’actuelle rue Thiers pour rejoindre directement la gare à l’hôtel de ville. Ainsi reprenant le plan Legendre abandonné depuis cent ans, l’administration municipale entreprit certains travaux place Royale ; on améliore la rue Colbert, on régularise la place de l’Hôtel-de-Ville sur laquelle fut construit en 1857 l’immeuble de la Banque de France. Le centre-ville s’améliora et s’assainit. Dans les quartiers de Venise et du jard jusqu’alors encore occupés par des jardins maraîchers, reliquat des anciens établissements religieux, des rues furent tracées et des habitations s’édifièrent. Pour faciliter l’accès aux quais de marchandises, le long du canal, la rue Libergier fut prolongée jusqu’au canal par l’expropriation des vastes jardins des Carmélites.
D’autres travaux eurent lieu comme ceux de la construction des collecteurs d’égouts et de distribution d’eau dans le centre-ville. On retrouve là la préoccupation des hygiénistes. Toutefois, aucune intervention n’est faite dans la zone « suburbaine » où ont été réalisés des lotissements insalubres pour loger les populations nouvellement immigrées. L’argument est d’ordre financier. Le budget communal avait été mis à rude épreuve lors du financement des ateliers municipaux et Édouard Werlé voulait assainir les finances locales.

#### Plan Gosset - 1868
Alphonse Gosset présente le 4 novembre 1868, au conseil municipal un plan de la ville qui supprime le rempart du troisième canton au nord-est de la ville, avec un boulevard qui va relier le boulevard Cérès au boulevard Dieu-Lumière par la place Saint-Nicaise. Il s’agit d’un véritable lotissement du développement de la ville qui compose avec l’orthogonalité du cardo et du decumanus majores reliée avec des voies en diagonales, pour joindre ces directions perpendiculaires. Cette urbanisation devait être limitée par un boulevard en périphérie qui sera inscrit dans la plupart des plans d’urbanisme suivants mais jamais réalisé. Il établissait aussi une trame viaire pour le lotissement du secteur marécageux des Coutures qui ne sera réalisé fait qu’après la Première Guerre mondiale. Il faut aussi noter que ce plan prend en compte la ligne de chemin de fer et le canal, apports essentiels du XIXe siècle. Mais d’une façon paradoxale, le développement de la ville est envisagé à l’opposé. Aussi les premières industries et activités liées au développement du trafic ferroviaire vont elles s’implanter derrière la gare, dans le secteur Claimarais d’une part et à proximité du triage qui va s’implanter au nord entre Reims et Bétheny. Cela fut particulièrement vrai pour les entreprises à succursales multiples comme les Docks rémois ou les Comptoirs français.

### Le développement des infrastructures
Les transports vont transformer structurellement l’organisation de l’espace autant que l’économie locale. Il faut noter l’impact de la création du canal de la Marne à l’Aisne permettant à la ville un accès aux ports, la réalisation de la voie ferrée et aussi de l’aérodrome qui facilitent l’approvisionnement qui devient déjà à l’époque mondial et aussi l’exportation notamment du champagne. Il faut ajouter à ces moyens de transport ceux qui vont irriguer le territoire régional : le C.B.R. et le tramway.

#### Canal de l'Aisne à la Marne
L’impact de ce canal n’est pas réduit à cela. Il faut aussi relier la ville au nouveau port. Ainsi est créée la rue Libergier dans l’axe de la cathédrale, non pour des raisons esthétiques ou de mise en valeur patrimoniale, mais pour relier le nouveau port au quartier des fabriques et permettre un meilleur acheminement des laines qui proviennent de plus en plus du monde entier et notamment des colonies britanniques. La production locale en effet ne suffit plus à approvisionner les métiers mécanisés. C’est donc de part et d’autre du canal creusé en parallèle de la Vesle, dans une zone marécageuse que seront construites alors les nouvelles usines et les entrepôts (notamment rue Courlancy). D’un côté, rive droite, entre la cité historique et les fabriques et le canal, le port au bois et marchandises desservi par la chaussée du port. De l’autre le port eau « charbon de terre et aux matériaux de construction » comme l’indique le plan publié par Matot-Braine en 1882. Cette partie du port difficilement accessible sera bientôt transformée en promenades arborées. Rive gauche, les entreprises vont se développer entre la rivière Brûlée qui n’est pas encore canalisée et la Vesle de part et d’autre de la chaussée Boquaine qui va de la rue de Paris à Reims à la rue du Pont-Neuf au droit de la rue de Venise. Le secteur de Fléchambault reste encore un vaste espace maraîcher qui ne disparaîtra que dans la deuxième moitié du XXe siècle.

#### Compagnie des chemins de fer de l'Est
La construction de la ligne de chemin de fer, inaugurée le 4 juin 1854, va aussi modifier le visage de la ville. La Compagnie des chemins de fer de l’Est va implanter la gare à proximité immédiate de la ville avec une ligne qui venant de Paris va longer les promenades imaginées par Legendre. La gare de Reims respecte la composition du plan en se situant dans l’axe de la rue de la Couture (place Drouet-d'Erlon). Toutefois, l’urbanisation prévue par le plan Gosset envisagée une dizaine d’années plus tard se fera à l’opposé alors même que le secteur de Clairmarais pouvait être propice à une relocalisation des fabriques. La ligne contourne l’agglomération par le nord pour se diviser en trois vers Laon, Charleville et Châlons-sur-Marne créant une zone enclavée dite de la Husselle, enclavement qui sera renforcé par la création des emprises et équipements liés au triage. La tranchée et le remblai de la voie va pendant longtemps couper la ville de ses faubourgs Nord-Ouest et Nord.
Si les premiers plans d’urbanisme envisagent l’organisation de l’extension de l’habitat, rien n’est prévu pour les équipements comme pour le déplacement des usines dont l’activité croissante nécessite de nouveaux locaux et des terrains plus importants. C’est le hasard autant que les opportunités qui vont dominer cette nouvelle répartition : l’usine de gaz d’éclairage sera implantée faubourg de Laon, les abattoirs Porte Paris, l’usine de produits chimiques d’Houzeau-Muiron (rue de Neufchâtel), le peignage des anglais Holden au-delà de la rue de la Procession (aujourd’hui le boulevard Dauphinot). Villemot-Huart monte un atelier de constructions mécaniques à l’angle du chemin de Saint-Thierry… L’activité des maisons de champagne se concentre dans le quartier Dieu Lumière en utilisant les anciennes carrières de craie.

#### Les aérodromes
Enfin, en matière de transports, il faut évoquer l’aviation naissante avec le terrain des Essillards qui fut le berceau de cette discipline nouvelle. C’est le 30 octobre 1908 qu’Henri Farman, sur un biplan Voisin, réalise le premier vol de ville à ville de l’histoire de l’aviation, en reliant en vingt minutes les 27 kilomètres qui séparent Reims du terrain du camp militaire de Châlons-sur-Marne. L’industrie aéronautique existe à Reims depuis cette date avec Reims Aviation. En 1910 est créée au nord de Reims, près de Bétheny la base militaire sur plus de 500 hectares et qui deviendra la B.A. 112 avant d’être désaffectée en 2012.

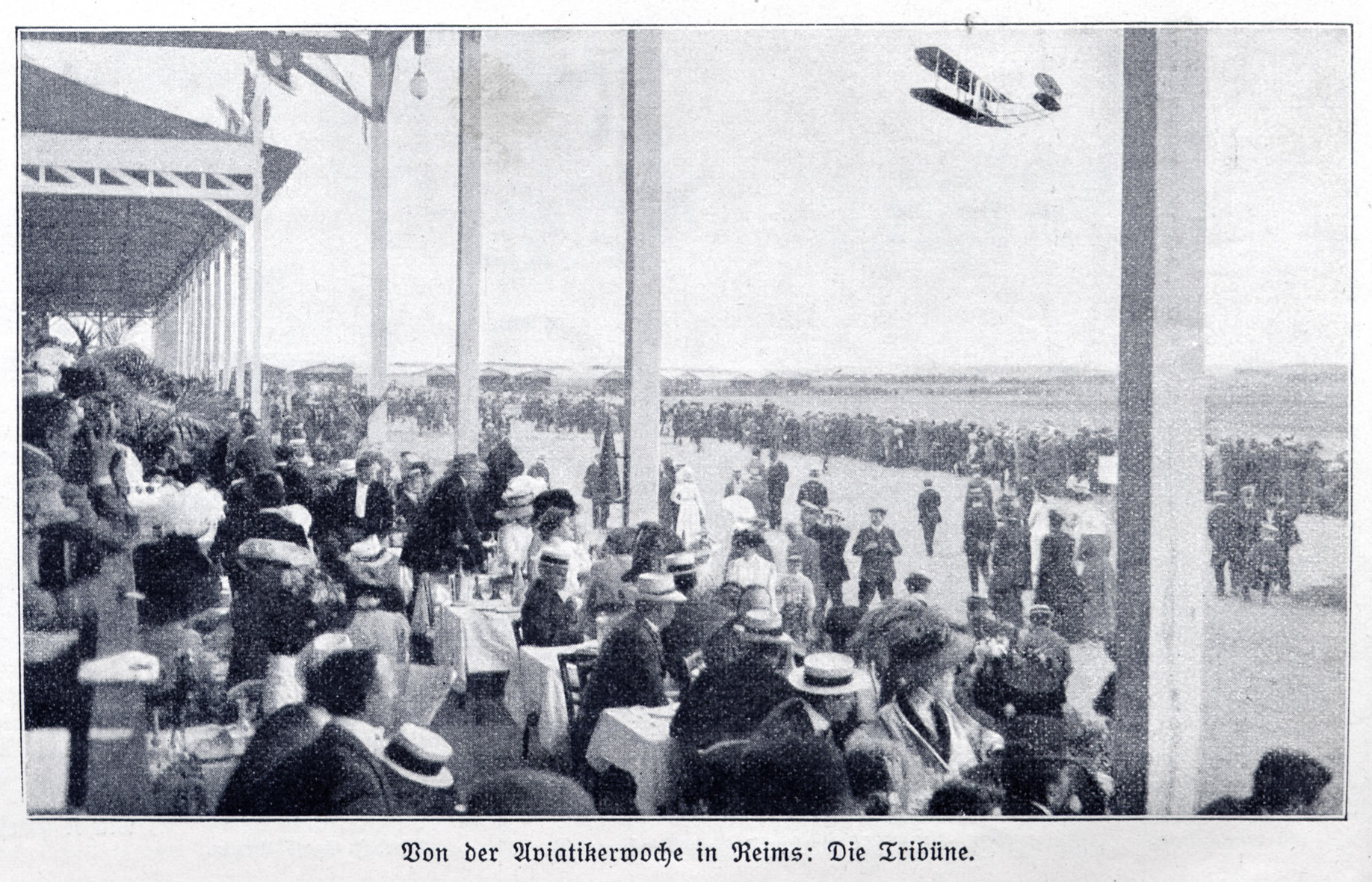
Une vue des hangars et de la tribune de Reims-Bétheny, 1909.

Reims est marquée par de retentissants événements aériens qui font de la ville l'un des berceaux de l'aviation dans le monde. C’est dans la plaine située à l'ouest de Reims, près de l'actuel parc de Champagne, sur le terrain des Essillards, qu’Henri Farman, le 30 octobre 1908, sur un biplan Voisin, réalise le premier vol de ville à ville de l’histoire de l’aviation, en reliant en vingt minutes les 27 kilomètres qui séparent Reims du terrain du camp militaire de Châlons-sur-Marne. La première Grande Semaine d’Aviation de la Champagne est organisée du 22 au 29 août 1909, est devient le premier meeting international d'aviation. La seconde Grande semaine d'aviation de la Champagne est organisée en juillet 1910 ; le concours d'aéroplanes militaires de Reims l'est d'octobre et novembre 1911 et devient une autre première mondiale ; et la coupe internationale d'aviation de vitesse de Gordon-Benett, les 27, 28 et 29 septembre 1913 est remportée par le Rémois Prévost avec 203 kilomètres à l'heure.

## LeXXesiècle

### Vie militaire

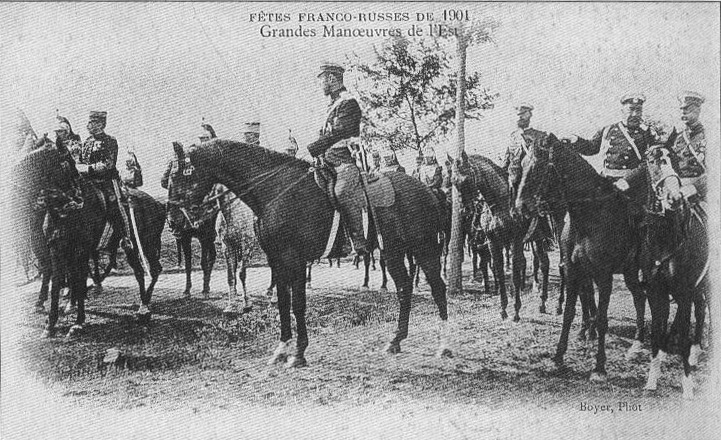
Le Tzar à Reims, en 1901.

La garnison de Reims, importante depuis la fin du XIXe siècle, est, au siècle dernier, le lieu de stationnement de nombreuses formations militaires. Celles-ci totalisent plusieurs milliers de soldats logés dans de nombreuses casernes : caserne Colbert (boulevard de la Paix), caserne Jeanne-d'Arc (boulevard Pommery), casernes Neufchâtel et Maistre (rue de Neufchâtel). En 2009, seule subsiste la caserne Colbert, désaffectée, dont la démolition, un temps envisagée, a fort heureusement été évitée grâce à la mobilisation des Rémois.
Le 21 septembre 1901, sur une esplanade longue de 1 350 mètres et large de 800, a lieu la cérémonie mettant fin aux grandes manœuvres militaires de l’Est et au cours de laquelle le tzar Nicolas II de Russie, en présence du président de la République Émile Loubet, passe les troupes en revue plus de cent mille hommes de troupe.

### Première Guerre mondiale, Reims ville martyre

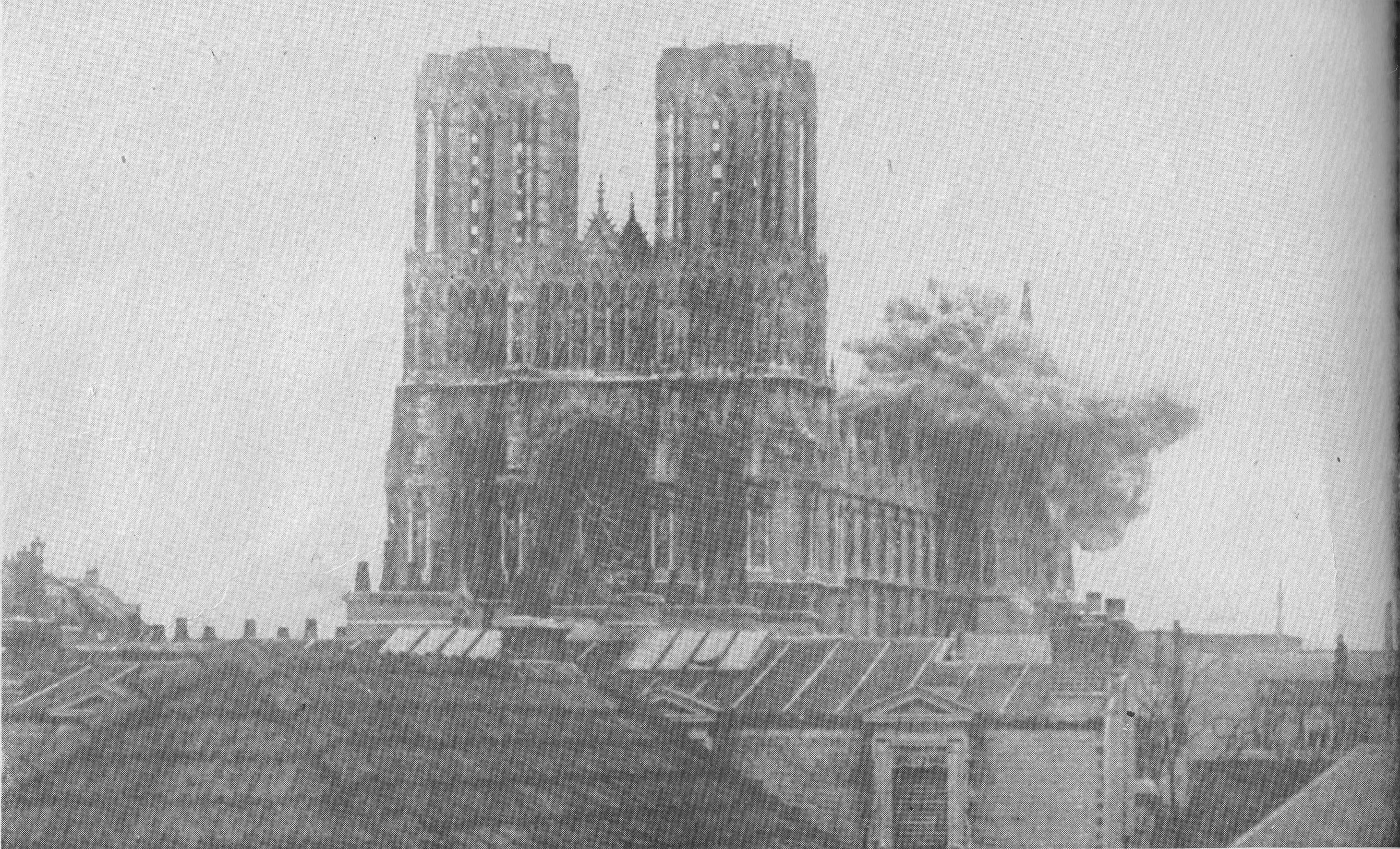
Bombardement de la cathédrale en septembre 1914.

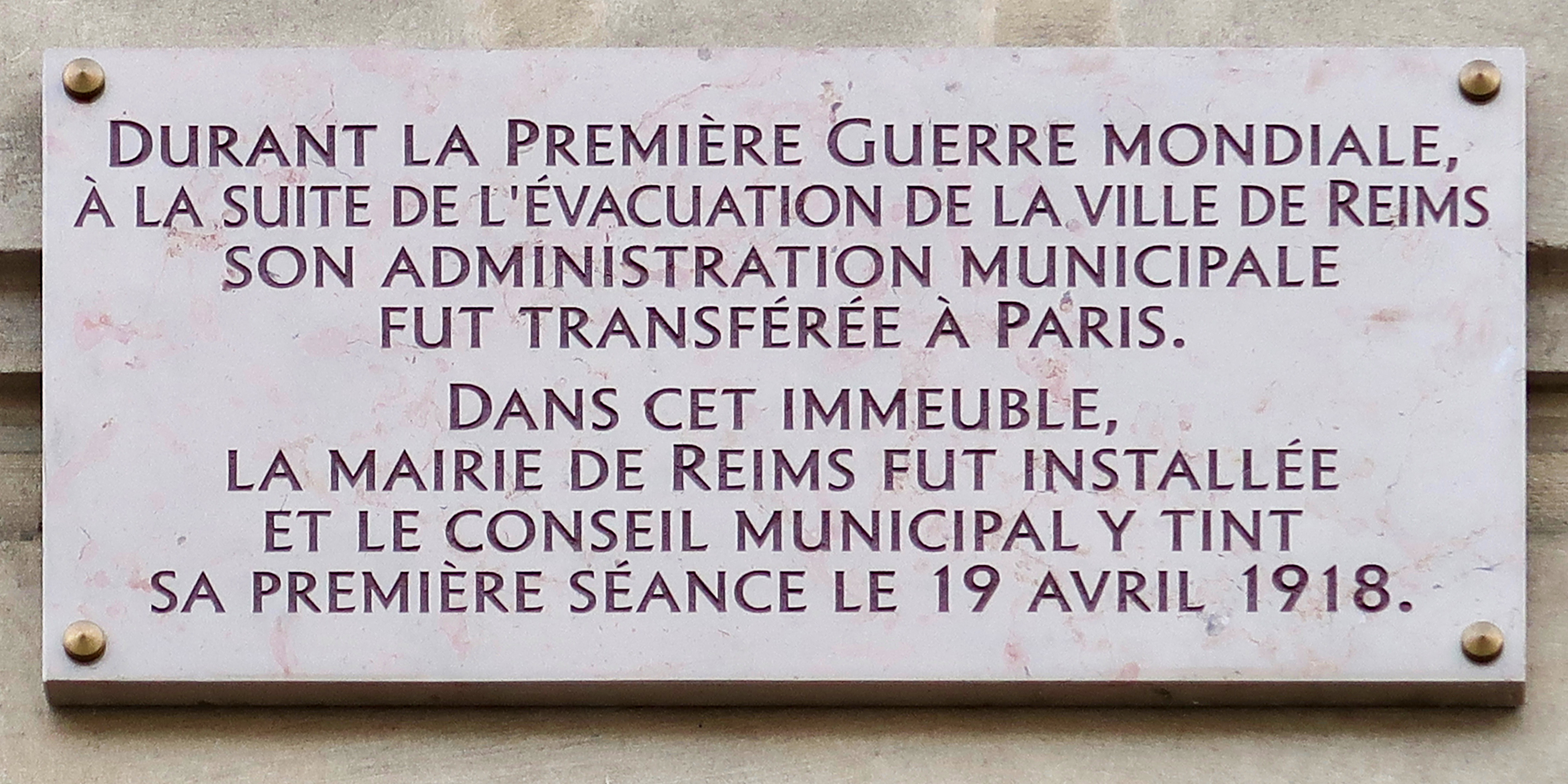
Plaque 19 avenue de l'Opéra (Paris), où la municipalité de Reims en exil tient son premier conseil municipal le 19 avril 1918.

La Première Guerre mondiale détruit une très grande partie de la ville. La ville de Reims est incluse dans le Système Séré de Rivières de défense de la France. Elle a été prise le 4 septembre 1914 lors de la Grande Retraite avant d'être reprise pendant la Bataille de la Marne (1914) qui inclut Reims dans la zone des combats avec une ligne de front se situant à quelques kilomètres au nord et la clef de la défense de la ville étant le fort de la Pompelle. C'est depuis les hauteurs du mont de Berru que les Allemands vont noyer la ville sous un déluge de fer et de feu. La cathédrale Notre-Dame est bombardée par des obus à partir du 4 septembre 1914. Ce sont les 17, 18 et 19 septembre que les bombardements, sont les plus violents. Un échafaudage, présent pour la restauration de la tour Nord de la façade, ainsi que les combles de la grande nef et de l'abside s'enflamment. De nombreuses sculptures et vitraux sont réduits en cendres, de même pour le toit, la charpente et le reste de l'édifice. Elle est par la suite gravement endommagée par de constants bombardements allemands jusqu'en 1918. Ce sont au total 300 obus qui sont tombés sur la cathédrale. À la fin de la guerre, seul le gros œuvre avait résisté au pilonnage des obus. Le peintre officiel des armées François Flameng, réalisa de nombreux croquis et dessins de ces événements, qui parurent dans la revue L'Illustration. La ville a fait, depuis, l'objet d'importantes campagnes de restauration qui se poursuivent encore actuellement.[réf. nécessaire]

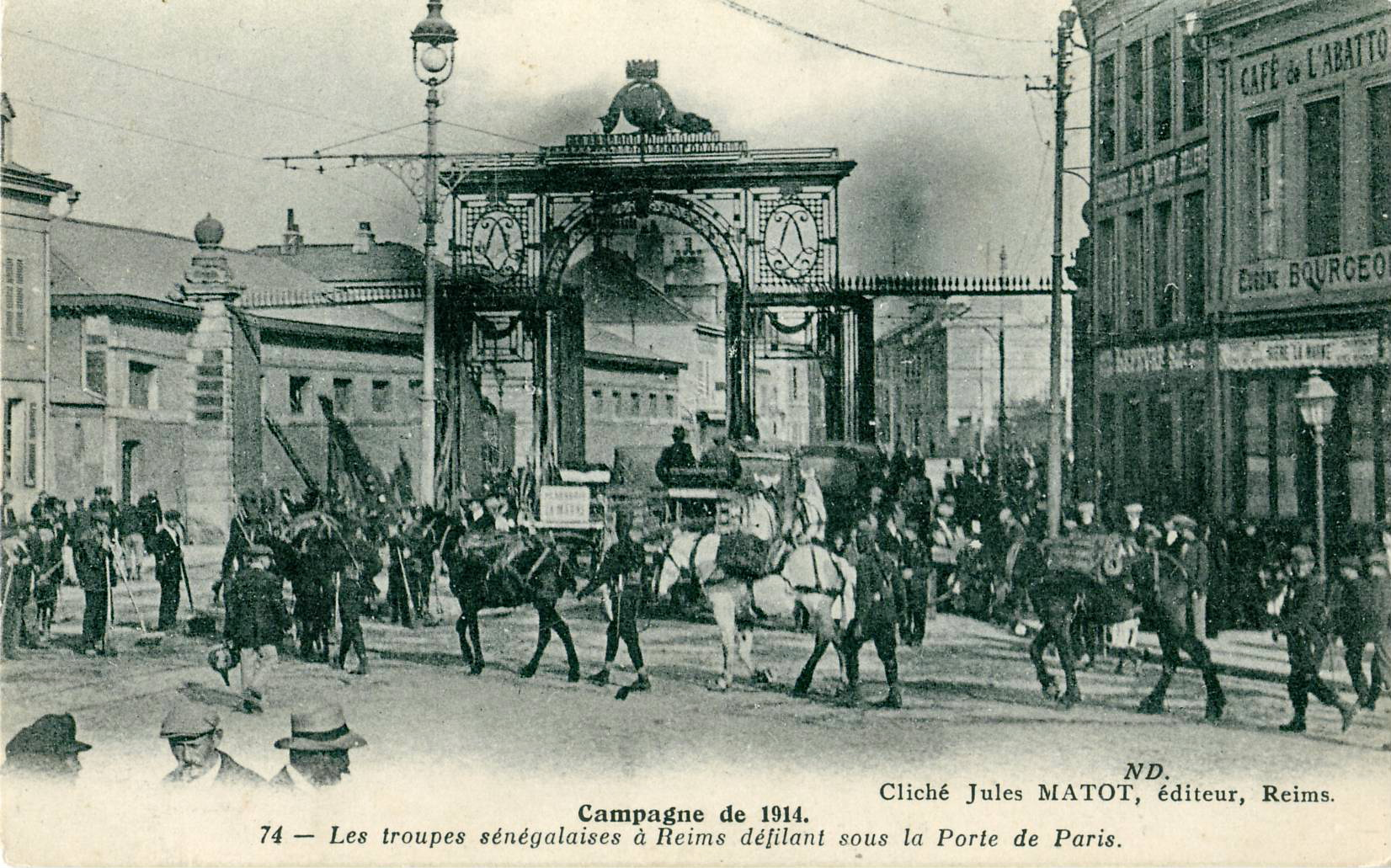
Défilé de Tirailleurs sénégalais sous la Porte de Paris, en 1914
En 1924, la ville de Reims construit Le Monument aux Héros de l’Armée Noire, inauguré le 13 juillet 1924 par Édouard Daladier ministre des colonies, pour rendre hommage aux soldats noirs qui ont défendu la ville en 1918,.

À la fin de la guerre la ville est détruite à plus de 60 %,, à l'instar de la cathédrale. Reims et sa cathédrale, « ville martyre » devient alors un symbole pour la France entière pour dénoncer les actions de l'armée ennemie. Ces images et ces slogans sont utilisées largement dans la propagande tant en France qu'auprès des Alliés,. Cette utilisation médiatique de la ville permit cependant à accélérer la reconstruction de la ville, en concentrant certains investissements notamment américains pour la reconstruction.

### La reconstruction de Reims

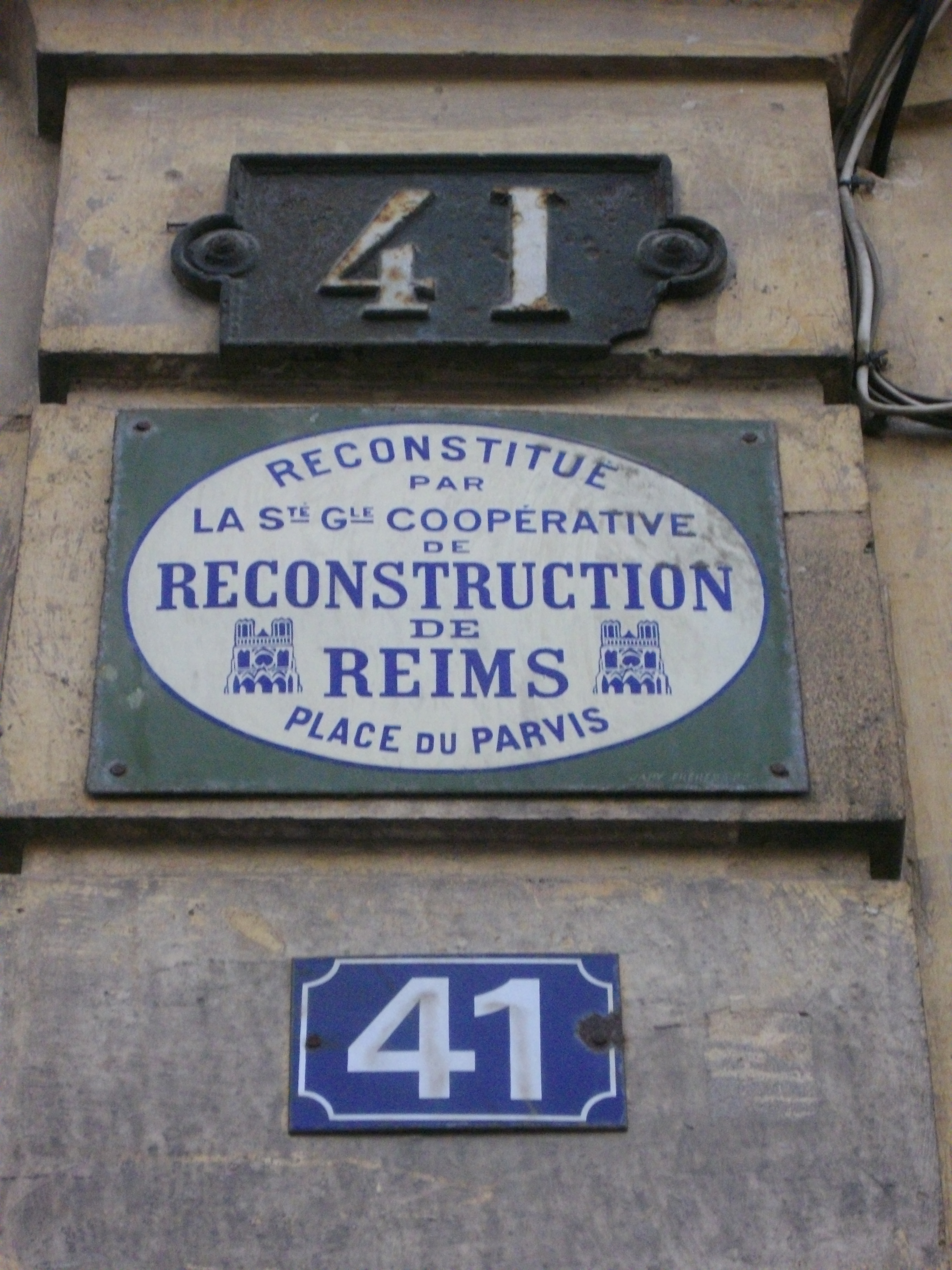
Plaque apposée sur le no 41 rue Camille-Lenois.

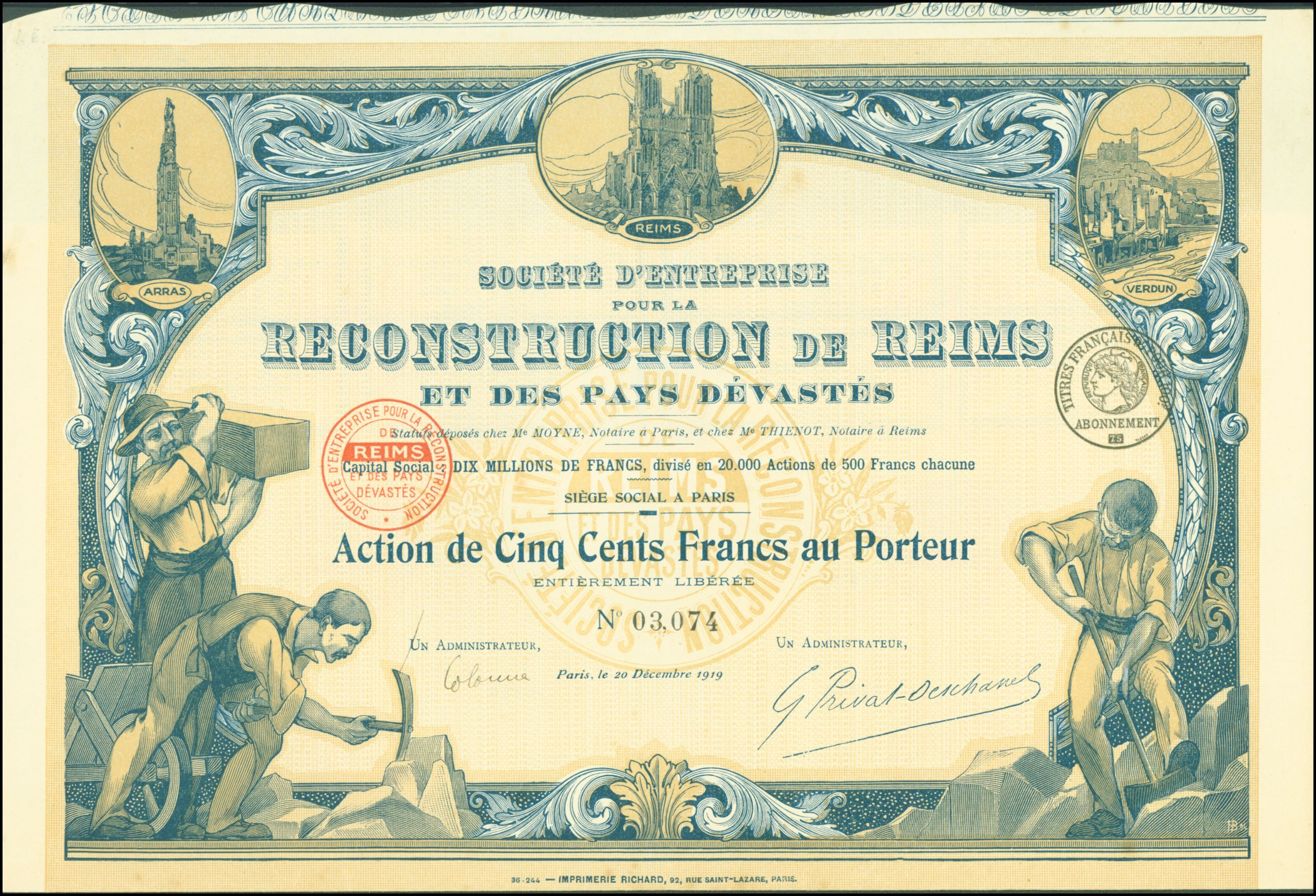
Action de la Enterprise pour la Reconstruction de Reims et des Pays Dévastés en date du 20 décembre 1919

Parce que le martyre de la ville en 1914 est symbolique, la reconstruction de Reims va être l'une des toutes premières entreprises de l'après-guerre. Elle est envisagée dès 1916 avec un premier concours. Dès la fin de la guerre, l'association « La Renaissance des Cités » un second concours est lancé. Un débat s'ouvre, notamment avec l'association des Amis du Vieux Reims, pour savoir s'il convient ou nom de maintenir les traces du passé ou d'en faire table rase pour édifier une nouvelle ville. Certains prônent le maintien de la cathédrale en ruines.
Compte tenu du nombre de bâtiments détruit, l'architecture de la reconstruction sera d'une grande richesse et d'une grande diversité. Elle employa un nombre important d'architectes et d'urbanistes venant de toute la France. Ainsi Jaussely, Agache, Auburtin, Brunet, Expert, Ford, Redont, Rey : ils seront en tout près de 400.
Avec la publication des premières lois d'urbanisme (lois Cornudet de 1919 et 1924) sous l'influence du Musée social et des nécessités de la reconstruction, la cité devient le véritable laboratoire d'une conception nouvelle de la ville. On y crée notamment des cités-jardins selon le concept développé à la fin du XIXe siècle par Ebenezer Howard.
Élu en décembre 1919, le maire Charles Roche fait appel à un architecte et urbaniste américain. George Burdett Ford élabora ainsi un ambitieux plan de reconstruction voté par le conseil municipal le 5 février 1920, mais qui ne sera finalement que partiellement appliqué. Le plan Ford prévoyait de créer une douzaine de cités-jardins, reliées entre elles par une ceinture verte de parcs destinés à séparer les quartiers d'habitation des zones industrielles. Ces cités-jardins étant organisées en villages avec une Maison commune.
La cité-jardin du Chemin vert sera ainsi la première de la ville, construite à l'initiative du Foyer Rémois dirigé par l'industriel chimiste Georges Charbonneaux. Reims sera la première ville de France à se voir ainsi doter d'un plan d'urbanisme qui englobe la totalité de son territoire, extensions comprises. La reconstruction de la ville s'est principalement déroulée de 1920 à 1925. De nombreux bâtiments du centre-ville datent donc encore aujourd'hui de cette période et beaucoup d'entre eux ont été construits dans un style régionaliste.
Le style Art déco est ainsi le plus largement utilisé à Reims, mais le style « néo-classique vernaculaire » et l'architecture moderne (Halles du Boulingrin) sont aussi représentés. La poste centrale (place Cérès) est aussi un bel exemple de l'utilisation du béton brut par l'architecte François Le Cœur. Les Galeries rémoises dues aux architectes Léon Margotin et Louis Roubert laissent apparaître leurs structures métalliques avec d'immenses verrières. Les années 1930 laissent venir un style plus épuré avec l'emploi notamment de la brique. Ainsi de l'église Saint-Louis et de l'hôpital dans le quartier Maison-Blanche, mais aussi du Foyer Civil boulevard de la Paix ou de maisons individuelles comme au no 7 de la rue Voltaire. Le mouvement du Bauhaus est lui illustré remarquablement par la maison du 1 rue des Tournelles.
Après la guerre, un grand débat s'amorce quant à la reconstruction de la cathédrale. Certains voulaient la garder en état, pour conserver le souvenir des horreurs de la guerre ; d'autres désiraient la reconstruction du monument. Cette dernière option est privilégiée et la reconstruction est confiée à Henri Deneux, directeur des Monuments historiques. Après vingt années de restauration, la cathédrale est « reconsacrée » le 18 octobre 1937 par le cardinal et archevêque de Reims Emmanuel Suhard, devant Albert Lebrun, président de la République française. La reconstruction fût permise notamment grâce à des dons américains, dont ceux des fondations Carnegie et Rockefeller.

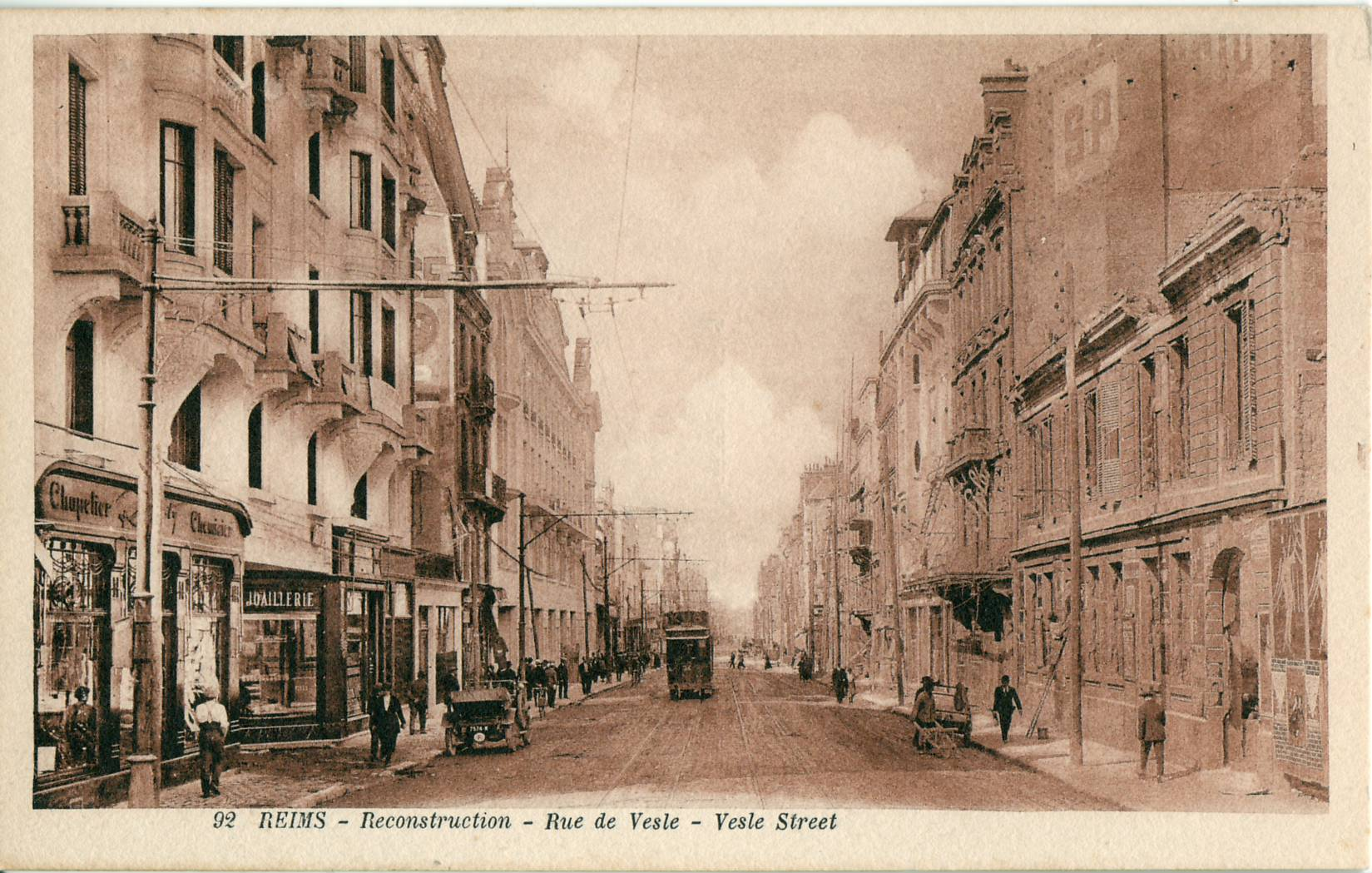
Une rame du tramway de Reims circule dans la rue de Vesle reconstruite.

Pendant les années 1920, Reims est le foyer d'un mouvement littéraire d'importance : Le Grand Jeu, animé principalement par René Daumal et Roger Gilbert-Lecomte. On trouve aussi en ville un certain nombre de distractions. Parmi elles neuf cinémas : L'Alambra rue Émile-Zola, L'Empire, L'Accin et L'Opéra place Drouet-d'Erlon, L'Eden rue Jean-Jaurès, Le Familial place des Six-Cadrans, Le Moderne rue du Barbâtre, Le Pommery boulevard Pommery et Le Tivoli rue Fléchambault. S'y ajoutent les cabarets La Grande Taverne rue Carnot et Le Chanteclair place Drouet-d'Erlon, ainsi que des concerts réguliers donnés dans le kiosque du parc de la Patte-d'Oie. Le Grand théâtre accueillant quant à lui opérettes et autres spectacles.

### Seconde Guerre mondiale

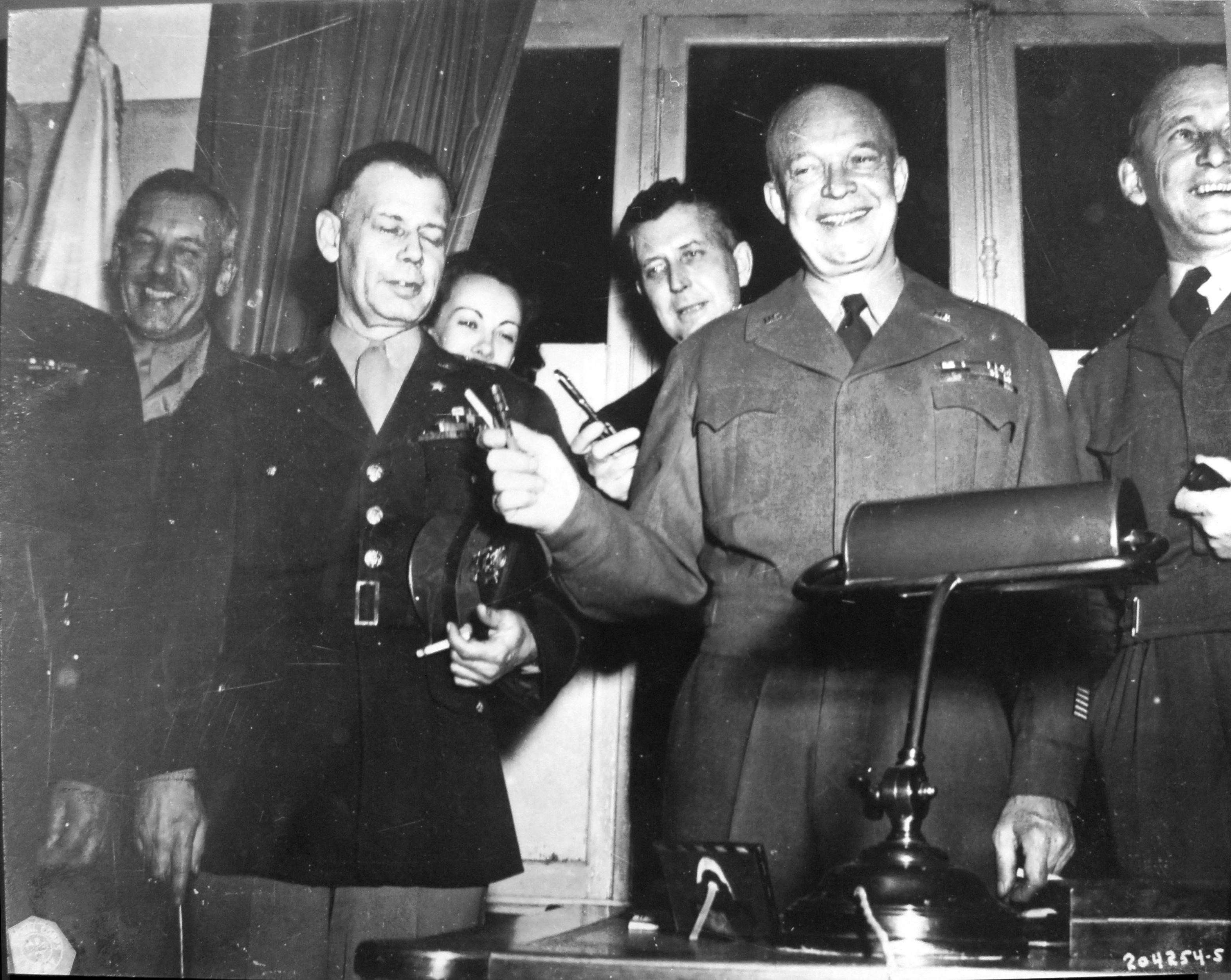
7 mai 1945, la paix est signée à Lycée Franklin-Roosevelt.

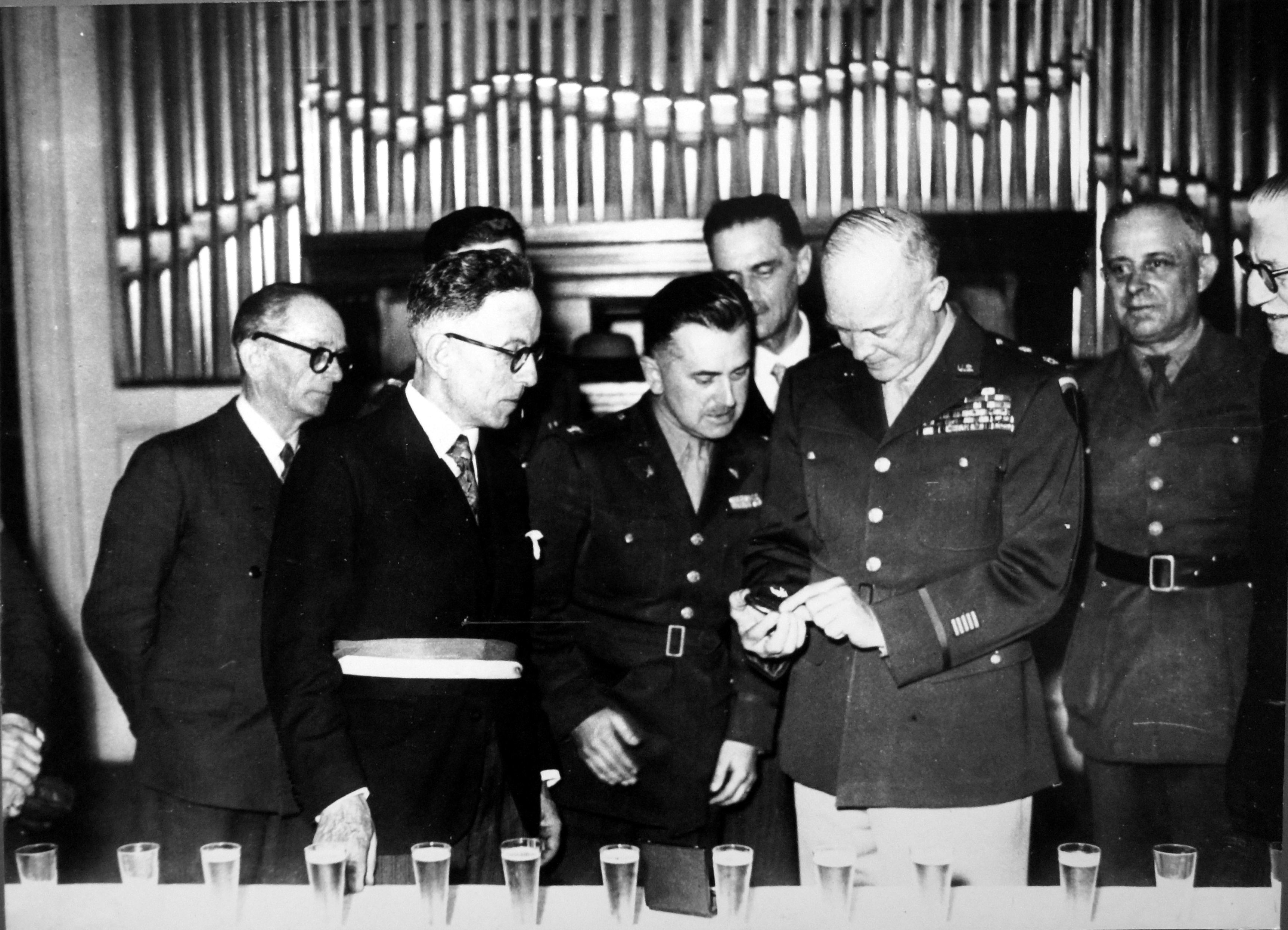
Eisenhower fait citoyen d'honneur de la ville.

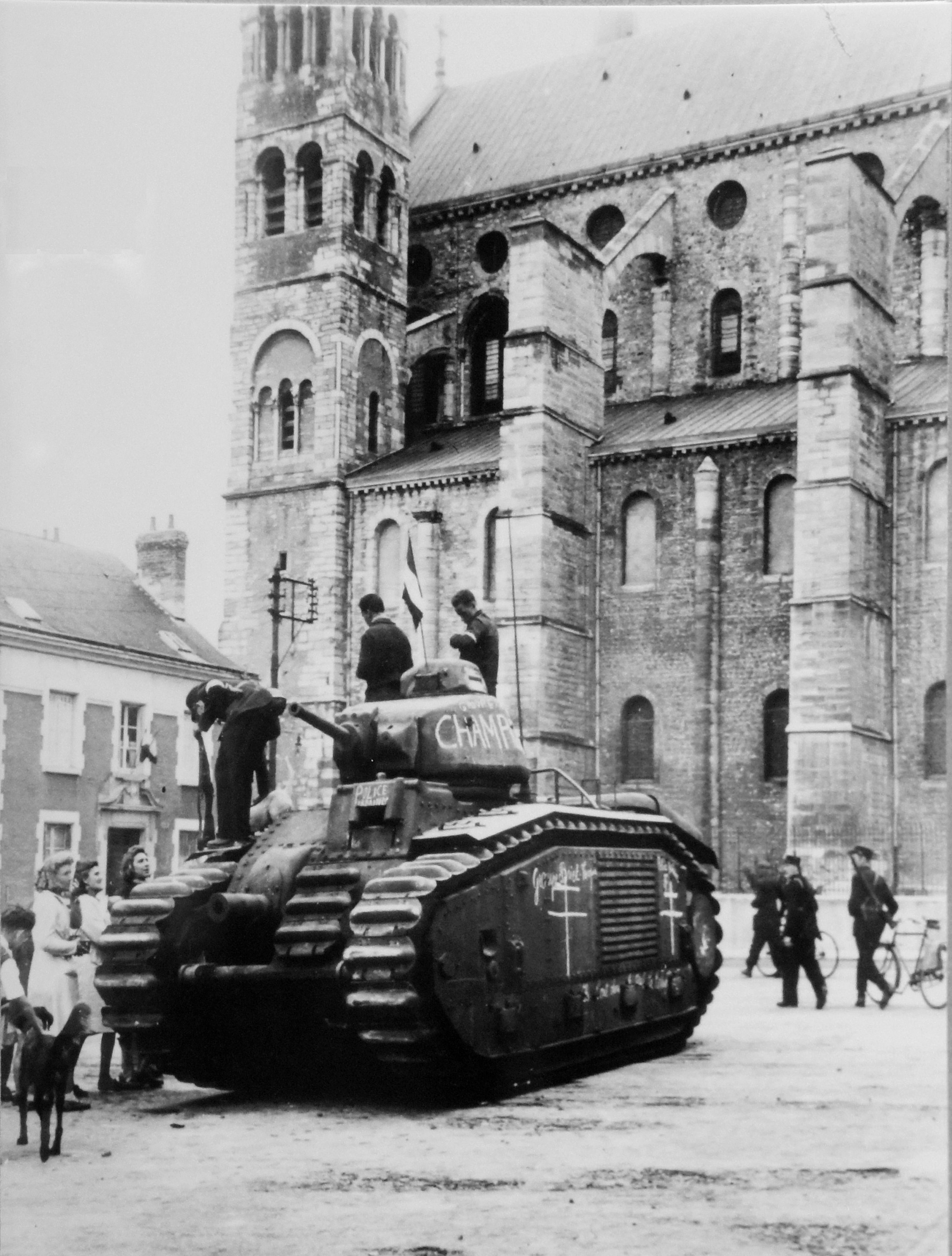
Un b1-Bis repris aux allemands en août 1944.

Le 11 juin 1940 les Allemands entrent à Reims avec des éléments de la 45e division d'infanterie et avec l'occupation arrivent les réquisitions, le rationnement, les personnes arrêtées et fusillées. Cette occupation rappelle pour certains celles de 1870 et de 1914.
Réquisition comme l'hôtel du Lion d'Or pour la kommandantur, la maison Demay rue Jeanne-d'Arc pour la Gestapo, les casernes qui devinrent casernes allemandes ; la Feldgendarmerie s'installe au 8 rue de la Grosse-Écritoire. De caoutchouc, de pièces automobiles, de nourriture.
De nouvelles interdictions frappent l'esprit local, plus de piégeage par collet, pas d'arme, pas de T.S.F pour les juifs, ne pas marcher par deux de front sur les trottoirs, interdiction de faire du bruit ou de faire exploser des pétards dans les rues, camouflage des lumières électriques, les automobiles allemandes immatriculées WH, WL et SS sont prioritaires, interdiction de photographier. Un couvre-feu à 22 h 30.
Arrestation de membres du Parti communiste le 25 janvier 1941, dont un lycéen de 17 ans. Le recensement des juifs, des Allemands, des Russes qui résident dans l'arrondissement. Des rafles des femmes pour être conduites à l'hôpital le 22 janvier 1941, de jeunes le 10 juillet 1942 pour contrôle par la Gestapo. Une longue liste de fusillés existe, qui sont de nos jours honorés par des plaques sur les maisons, dans le square des Victimes-de-la-Gestapo. Arrestation de masse du maire Noirot et d'adjoints, du secrétaire de sous-préfecture Genry.
Quelques actes de résistance comme un drapeau tricolore planté sur la fontaine Subé le 20 avril 1941, l'assassinat du médecin Jolicoeur comme chef du Parti populaire français et du libraire Bourdain comme agent de la Gestapo ; des sabotages contre le chemin de fer ou les écluses. Les obsèques de Jacques Détré en la cathédrale sont un moment fort qui regroupe une foule considérable pour rendre hommage à ce résistant torturé à mort par la Gestapo le 28 octobre 1943, mais il y a aussi des faits de collaboration avec le passage de l'amiral François Darlan le 30 mai 1941 qui est reçu en l'hôtel de ville, des colloques de Marcel Déat, Jacques Doriot, la création d'une antenne de la Légion des volontaires français contre le bolchevisme au 79 rue de Vesle qui invite le Rémois Philippe Henriot pour une conférence et voit passer Marcel Bucard. René Bousquet, secrétaire général de la police de Vichy inaugure la plaque pour les fonctionnaires morts pour la France le 1er février 1943, il avait été préfet régional quelque temps avant.
Junkers installe un atelier de réparation d'avions sur la BA 112 pour les JU 88 et JU 52. Le maréchal Erwin Rommel  et Sperr visitent la ville.
Le 30 août 1944 les Alliés entrent à Reims; le général Eisenhower y installe son quartier général après la libération de la ville. La reddition de l'armée allemande est signée à Reims dans une salle du collège technique et moderne (actuel lycée Roosevelt) le 7 mai 1945, à 2 h 41, par le maréchal allemand Alfred Jodl. Cette date correspond donc à la fin des combats en Europe. Le lendemain, le 8 mai 1945, à l'initiative de l'Union soviétique, une seconde signature a lieu à Berlin par le maréchal Wilhelm Keitel. Cette seconde date correspond à la capitulation sans conditions du régime allemand.

### Depuis 1945
Au sortir de la guerre, comme une grande partie de la France, la ville de Reims connaît une forte urbanisation, notamment avec l'aménagement de quartiers populaires, surtout dans les années 1960-1970 (quartiers Wilson, Orgeval, Europe, Châtillons, Croix-Rouge, etc.).
En 1962, dans le cadre du rapprochement franco-allemand, Charles de Gaulle et le chancelier allemand Konrad Adenauer participent à une messe pour la réconciliation à la cathédrale Notre-Dame de Reims.
Le 21 septembre 1996, le pape Jean-Paul II rend visite à la cathédrale de Reims pour célébrer le XVe centenaire du baptême de Clovis. Sur la base aérienne 112, il célèbre une messe devant plus de deux cent mille fidèles.
Avec l'installation du tramways à Reims et l'utilisation de l'ANRU, la physionomie de la ville et été changé. Démolition d'immeubles tant dans le quartier Orgeval, Wilson, Croix-Rouge. La réhabilitation de rues, de places, comme la place Colbert et celle de la gare, de pistes cyclables, du cours Jean-Baptiste-Langlet tout le long du trajet du tramways. Déplacement de la Fontaine des Bouchers...Cet aménagement est toujours en cours pour un nombre de d'immeuble sont encore en travaux aujourd'hui, la ville souhaite aussi l'aide d'une nouvelle tranche de travaux dans le cadre de l'ANRU.